# Lista de asteroides (162001-163000)
Esta é uma lista parcial de asteroides, do asteroide número 162001 até o 163000, inclusive. Veja também o índice com todas as listas disponíveis.

| Objeto Próximos à Terra | Cinturão de asteroides (interno) | Cinturão de asteroides (externo) | Centauro       |
| Cruzador de Marte       | Cinturão de asteroides (meio)    | Troianos de Júpiter              | Transnetuniano |

Veja mais dados de cada asteroide na ligação externa para o Minor Planet Center na última coluna.
Índice: 162001... 162101... 162201... 162301... 162401... 162501... 162601... 162701... 162801... 162901... 

## 162001–162100
| Designação           | Designação | Descoberta  | Descoberta             | Descobridor(es)             | Categoria | Mais informações / Referência |
| Permanente           | Provisória | Data        | Local                  | Descobridor(es)             | Categoria | Mais informações / Referência |
| -------------------- | ---------- | ----------- | ---------------------- | --------------------------- | --------- | ----------------------------- |
| 162001 Vulpius       | 1990 TH9   | 10 out 1990 | Tautenburg Observatory | F. Börngen, L. D. Schmadel  | —         | MPC                           |
| 162002 Spalatin      | 1990 TC10  | 10 out 1990 | Tautenburg Observatory | F. Börngen, L. D. Schmadel  | —         | MPC                           |
| 162003               | 1991 TG    | 1 out 1991  | Siding Spring          | R. H. McNaught              | —         | MPC                           |
| 162004               | 1991 VE    | 3 nov 1991  | Palomar                | E. F. Helin, K. J. Lawrence | —         | MPC                           |
| 162005               | 1992 SV9   | 27 set 1992 | Kitt Peak              | Spacewatch                  | Mitidika  | MPC                           |
| 162006               | 1993 FU16  | 19 mar 1993 | La Silla               | UESAC                       | —         | MPC                           |
| 162007               | 1993 FC32  | 19 mar 1993 | La Silla               | UESAC                       | Phocaea   | MPC                           |
| 162008               | 1993 TW3   | 8 out 1993  | Kitt Peak              | Spacewatch                  | —         | MPC                           |
| 162009               | 1993 TE19  | 9 out 1993  | La Silla               | E. W. Elst                  | —         | MPC                           |
| 162010               | 1993 UN6   | 20 out 1993 | La Silla               | E. W. Elst                  | —         | MPC                           |
| 162011 Konnohmaru    | 1994 AB1   | 4 jan 1994  | Yatsugatake            | Y. Kushida, O. Muramatsu    | —         | MPC                           |
| 162012               | 1994 PY16  | 10 ago 1994 | La Silla               | E. W. Elst                  | —         | MPC                           |
| 162013               | 1994 PC17  | 10 ago 1994 | La Silla               | E. W. Elst                  | —         | MPC                           |
| 162014               | 1994 RF11  | 11 set 1994 | Siding Spring          | R. H. McNaught              | Juno      | MPC                           |
| 162015               | 1994 TF2   | 5 out 1994  | Siding Spring          | R. H. McNaught              | —         | MPC                           |
| 162016               | 1994 TC12  | 10 out 1994 | Kitt Peak              | Spacewatch                  | —         | MPC                           |
| 162017               | 1994 UB11  | 30 out 1994 | Kitt Peak              | Spacewatch                  | —         | MPC                           |
| 162018               | 1995 BD8   | 29 jan 1995 | Kitt Peak              | Spacewatch                  | —         | MPC                           |
| 162019               | 1995 DZ4   | 21 fev 1995 | Kitt Peak              | Spacewatch                  | —         | MPC                           |
| 162020               | 1995 DK7   | 24 fev 1995 | Kitt Peak              | Spacewatch                  | —         | MPC                           |
| 162021               | 1995 FV11  | 27 mar 1995 | Kitt Peak              | Spacewatch                  | —         | MPC                           |
| 162022               | 1995 FJ14  | 27 mar 1995 | Kitt Peak              | Spacewatch                  | —         | MPC                           |
| 162023               | 1995 GP8   | 8 abr 1995  | Kitt Peak              | T. J. Balonek               | —         | MPC                           |
| 162024               | 1995 SK16  | 18 set 1995 | Kitt Peak              | Spacewatch                  | —         | MPC                           |
| 162025               | 1995 SM25  | 19 set 1995 | Kitt Peak              | Spacewatch                  | —         | MPC                           |
| 162026               | 1995 SJ58  | 22 set 1995 | Kitt Peak              | Spacewatch                  | —         | MPC                           |
| 162027               | 1995 UN10  | 17 out 1995 | Kitt Peak              | Spacewatch                  | —         | MPC                           |
| 162028               | 1995 UU55  | 23 out 1995 | Kitt Peak              | Spacewatch                  | —         | MPC                           |
| 162029               | 1995 UP77  | 22 out 1995 | Kitt Peak              | Spacewatch                  | —         | MPC                           |
| 162030               | 1995 VK12  | 15 nov 1995 | Kitt Peak              | Spacewatch                  | —         | MPC                           |
| 162031               | 1995 VE14  | 15 nov 1995 | Kitt Peak              | Spacewatch                  | —         | MPC                           |
| 162032               | 1995 WJ8   | 20 nov 1995 | Haleakalā              | AMOS                        | —         | MPC                           |
| 162033               | 1995 WR37  | 22 nov 1995 | Kitt Peak              | Spacewatch                  | —         | MPC                           |
| 162034               | 1995 XT1   | 15 dez 1995 | Oohira                 | T. Urata                    | —         | MPC                           |
| 162035 Jirotakahashi | 1995 YW1   | 17 dez 1995 | Kuma Kogen             | A. Nakamura                 | —         | MPC                           |
| 162036               | 1996 AZ16  | 13 jan 1996 | Kitt Peak              | Spacewatch                  | —         | MPC                           |
| 162037               | 1996 BW3   | 26 jan 1996 | Siding Spring          | G. J. Garradd               | —         | MPC                           |
| 162038               | 1996 DH    | 18 fev 1996 | Kitt Peak              | Spacewatch                  | —         | MPC                           |
| 162039               | 1996 JG    | 8 mai 1996  | Siding Spring          | R. H. McNaught              | —         | MPC                           |
| 162040               | 1996 KF4   | 22 mai 1996 | La Silla               | E. W. Elst                  | —         | MPC                           |
| 162041               | 1996 NL4   | 14 jul 1996 | La Silla               | E. W. Elst                  | —         | MPC                           |
| 162042               | 1996 OR    | 22 jul 1996 | Prescott               | P. G. Comba                 | —         | MPC                           |
| 162043               | 1996 PP7   | 8 ago 1996  | La Silla               | E. W. Elst                  | —         | MPC                           |
| 162044               | 1996 RP3   | 13 set 1996 | Haleakalā              | NEAT                        | Brangane  | MPC                           |
| 162045               | 1996 RM16  | 13 set 1996 | Kitt Peak              | Spacewatch                  | —         | MPC                           |
| 162046               | 1996 RQ31  | 13 set 1996 | La Silla               | UDTS                        | Vesta     | MPC                           |
| 162047               | 1996 RJ32  | 14 set 1996 | La Silla               | UDTS                        | Vesta     | MPC                           |
| 162048               | 1996 RO32  | 14 set 1996 | La Silla               | UDTS                        | Vesta     | MPC                           |
| 162049               | 1996 SZ7   | 21 set 1996 | Xinglong               | SCAP                        | —         | MPC                           |
| 162050               | 1996 SD8   | 21 set 1996 | Xinglong               | SCAP                        | —         | MPC                           |
| 162051               | 1996 TE1   | 5 out 1996  | Prescott               | P. G. Comba                 | —         | MPC                           |
| 162052               | 1996 TB10  | 15 out 1996 | Sudbury                | D. di Cicco                 | —         | MPC                           |
| 162053               | 1996 TL27  | 7 out 1996  | Kitt Peak              | Spacewatch                  | —         | MPC                           |
| 162054               | 1996 TF42  | 8 out 1996  | La Silla               | E. W. Elst                  | —         | MPC                           |
| 162055               | 1996 VA3   | 10 nov 1996 | Needville              | Needville Obs.              | Mitidika  | MPC                           |
| 162056               | 1996 XM4   | 6 dez 1996  | Kitt Peak              | Spacewatch                  | —         | MPC                           |
| 162057               | 1996 XN28  | 12 dez 1996 | Kitt Peak              | Spacewatch                  | —         | MPC                           |
| 162058               | 1997 AE12  | 10 jan 1997 | Kitt Peak              | Spacewatch                  | —         | MPC                           |
| 162059               | 1997 AM17  | 13 jan 1997 | Kleť                   | Kleť Obs.                   | —         | MPC                           |
| 162060               | 1997 CF2   | 2 fev 1997  | Kitt Peak              | Spacewatch                  | —         | MPC                           |
| 162061               | 1997 CH22  | 13 fev 1997 | Prescott               | P. G. Comba                 | —         | MPC                           |
| 162062               | 1997 EQ16  | 5 mar 1997  | Kitt Peak              | Spacewatch                  | —         | MPC                           |
| 162063               | 1997 EH29  | 7 mar 1997  | Kitt Peak              | Spacewatch                  | —         | MPC                           |
| 162064               | 1997 GT4   | 7 abr 1997  | Kitt Peak              | Spacewatch                  | —         | MPC                           |
| 162065               | 1997 KB3   | 30 mai 1997 | Kitt Peak              | Spacewatch                  | —         | MPC                           |
| 162066               | 1997 MU8   | 29 jun 1997 | Kitt Peak              | Spacewatch                  | —         | MPC                           |
| 162067               | 1997 NH2   | 3 jul 1997  | Kitt Peak              | Spacewatch                  | —         | MPC                           |
| 162068               | 1997 SD29  | 29 set 1997 | Kitt Peak              | Spacewatch                  | —         | MPC                           |
| 162069               | 1997 TC3   | 3 out 1997  | Caussols               | ODAS                        | —         | MPC                           |
| 162070               | 1997 TQ5   | 2 out 1997  | Caussols               | ODAS                        | —         | MPC                           |
| 162071               | 1997 TL15  | 4 out 1997  | Kitt Peak              | Spacewatch                  | —         | MPC                           |
| 162072               | 1997 TT17  | 6 out 1997  | Kitami                 | K. Endate, K. Watanabe      | —         | MPC                           |
| 162073               | 1997 UK18  | 28 out 1997 | Kitt Peak              | Spacewatch                  | —         | MPC                           |
| 162074               | 1997 VX2   | 5 nov 1997  | Ondřejov               | P. Pravec                   | —         | MPC                           |
| 162075               | 1997 WG5   | 23 nov 1997 | Kitt Peak              | Spacewatch                  | —         | MPC                           |
| 162076               | 1997 WV8   | 20 nov 1997 | Kitt Peak              | Spacewatch                  | —         | MPC                           |
| 162077               | 1997 WG11  | 22 nov 1997 | Kitt Peak              | Spacewatch                  | —         | MPC                           |
| 162078               | 1997 WS24  | 28 nov 1997 | Kitt Peak              | Spacewatch                  | —         | MPC                           |
| 162079               | 1997 WE35  | 29 nov 1997 | Socorro                | LINEAR                      | —         | MPC                           |
| 162080               | 1998 DG16  | 27 fev 1998 | Haleakalā              | NEAT                        | —         | MPC                           |
| 162081               | 1998 FL123 | 20 mar 1998 | Socorro                | LINEAR                      | —         | MPC                           |
| 162082               | 1998 HL1   | 18 abr 1998 | Socorro                | LINEAR                      | —         | MPC                           |
| 162083               | 1998 HM25  | 18 abr 1998 | Kitt Peak              | Spacewatch                  | —         | MPC                           |
| 162084               | 1998 HB101 | 21 abr 1998 | Socorro                | LINEAR                      | —         | MPC                           |
| 162085               | 1998 HR127 | 18 abr 1998 | Socorro                | LINEAR                      | —         | MPC                           |
| 162086               | 1998 KT42  | 27 mai 1998 | Kitt Peak              | Spacewatch                  | —         | MPC                           |
| 162087               | 1998 KY63  | 22 mai 1998 | Socorro                | LINEAR                      | —         | MPC                           |
| 162088               | 1998 OV1   | 24 jul 1998 | Needville              | Needville Obs.              | —         | MPC                           |
| 162089               | 1998 OL13  | 26 jul 1998 | La Silla               | E. W. Elst                  | Eos       | MPC                           |
| 162090               | 1998 PP    | 15 ago 1998 | Prescott               | P. G. Comba                 | Phocaea   | MPC                           |
| 162091               | 1998 QQ3   | 17 ago 1998 | Socorro                | LINEAR                      | —         | MPC                           |
| 162092               | 1998 QA4   | 17 ago 1998 | Reedy Creek            | J. Broughton                | —         | MPC                           |
| 162093               | 1998 QV10  | 17 ago 1998 | Socorro                | LINEAR                      | —         | MPC                           |
| 162094               | 1998 QS24  | 17 ago 1998 | Socorro                | LINEAR                      | —         | MPC                           |
| 162095               | 1998 QC29  | 25 ago 1998 | Ondřejov               | L. Kotková                  | —         | MPC                           |
| 162096               | 1998 QD30  | 26 ago 1998 | Xinglong               | SCAP                        | —         | MPC                           |
| 162097               | 1998 QF30  | 26 ago 1998 | Xinglong               | SCAP                        | —         | MPC                           |
| 162098               | 1998 QQ34  | 17 ago 1998 | Socorro                | LINEAR                      | —         | MPC                           |
| 162099               | 1998 QV41  | 17 ago 1998 | Socorro                | LINEAR                      | —         | MPC                           |
| 162100               | 1998 QD67  | 24 ago 1998 | Socorro                | LINEAR                      | —         | MPC                           |

## 162101–162200
| Designação         | Designação | Descoberta  | Descoberta          | Descobridor(es)              | Categoria | Mais informações / Referência |
| Permanente         | Provisória | Data        | Local               | Descobridor(es)              | Categoria | Mais informações / Referência |
| ------------------ | ---------- | ----------- | ------------------- | ---------------------------- | --------- | ----------------------------- |
| 162101             | 1998 QR85  | 24 ago 1998 | Socorro             | LINEAR                       | —         | MPC                           |
| 162102             | 1998 QV95  | 19 ago 1998 | Socorro             | LINEAR                       | —         | MPC                           |
| 162103             | 1998 RS1   | 14 set 1998 | Catalina            | CSS                          | —         | MPC                           |
| 162104             | 1998 RM7   | 12 set 1998 | Kitt Peak           | Spacewatch                   | —         | MPC                           |
| 162105             | 1998 RZ22  | 14 set 1998 | Socorro             | LINEAR                       | —         | MPC                           |
| 162106             | 1998 RE23  | 14 set 1998 | Socorro             | LINEAR                       | —         | MPC                           |
| 162107             | 1998 RQ26  | 14 set 1998 | Socorro             | LINEAR                       | —         | MPC                           |
| 162108             | 1998 RH36  | 14 set 1998 | Socorro             | LINEAR                       | —         | MPC                           |
| 162109             | 1998 RE39  | 14 set 1998 | Socorro             | LINEAR                       | —         | MPC                           |
| 162110             | 1998 RQ63  | 14 set 1998 | Socorro             | LINEAR                       | —         | MPC                           |
| 162111             | 1998 RT76  | 14 set 1998 | Socorro             | LINEAR                       | —         | MPC                           |
| 162112             | 1998 RH79  | 14 set 1998 | Socorro             | LINEAR                       | —         | MPC                           |
| 162113             | 1998 RE80  | 14 set 1998 | Socorro             | LINEAR                       | —         | MPC                           |
| 162114             | 1998 SP9   | 17 set 1998 | Xinglong            | SCAP                         | —         | MPC                           |
| 162115             | 1998 SP10  | 19 set 1998 | Reedy Creek         | J. Broughton                 | —         | MPC                           |
| 162116             | 1998 SA15  | 21 set 1998 | Socorro             | LINEAR                       | —         | MPC                           |
| 162117             | 1998 SD15  | 23 set 1998 | Socorro             | LINEAR                       | —         | MPC                           |
| 162118             | 1998 SP19  | 20 set 1998 | Kitt Peak           | Spacewatch                   | —         | MPC                           |
| 162119             | 1998 SV34  | 26 set 1998 | Socorro             | LINEAR                       | —         | MPC                           |
| 162120             | 1998 SH36  | 27 set 1998 | Socorro             | LINEAR                       | —         | MPC                           |
| 162121             | 1998 SD61  | 17 set 1998 | Anderson Mesa       | LONEOS                       | —         | MPC                           |
| 162122             | 1998 SH63  | 26 set 1998 | Xinglong            | SCAP                         | —         | MPC                           |
| 162123             | 1998 SW67  | 19 set 1998 | Socorro             | LINEAR                       | —         | MPC                           |
| 162124             | 1998 SC69  | 19 set 1998 | Socorro             | LINEAR                       | —         | MPC                           |
| 162125             | 1998 SC81  | 26 set 1998 | Socorro             | LINEAR                       | —         | MPC                           |
| 162126             | 1998 SX83  | 26 set 1998 | Socorro             | LINEAR                       | —         | MPC                           |
| 162127             | 1998 SO85  | 26 set 1998 | Socorro             | LINEAR                       | —         | MPC                           |
| 162128             | 1998 SL87  | 26 set 1998 | Socorro             | LINEAR                       | Eos       | MPC                           |
| 162129             | 1998 SZ91  | 26 set 1998 | Socorro             | LINEAR                       | —         | MPC                           |
| 162130             | 1998 SP104 | 26 set 1998 | Socorro             | LINEAR                       | —         | MPC                           |
| 162131             | 1998 SL127 | 26 set 1998 | Socorro             | LINEAR                       | —         | MPC                           |
| 162132             | 1998 SA162 | 26 set 1998 | Socorro             | LINEAR                       | —         | MPC                           |
| 162133             | 1998 SH163 | 26 set 1998 | Socorro             | LINEAR                       | —         | MPC                           |
| 162134             | 1998 TJ24  | 14 out 1998 | Kitt Peak           | Spacewatch                   | —         | MPC                           |
| 162135             | 1998 TE38  | 3 out 1998  | Anderson Mesa       | LONEOS                       | —         | MPC                           |
| 162136             | 1998 UD5   | 22 out 1998 | Caussols            | ODAS                         | —         | MPC                           |
| 162137             | 1998 UJ10  | 16 out 1998 | Kitt Peak           | Spacewatch                   | Eos       | MPC                           |
| 162138             | 1998 UY13  | 23 out 1998 | Kitt Peak           | Spacewatch                   | —         | MPC                           |
| 162139             | 1998 UL19  | 28 out 1998 | Socorro             | LINEAR                       | —         | MPC                           |
| 162140             | 1998 UX28  | 18 out 1998 | La Silla            | E. W. Elst                   | —         | MPC                           |
| 162141             | 1998 UQ40  | 28 out 1998 | Socorro             | LINEAR                       | —         | MPC                           |
| 162142             | 1998 VR    | 10 nov 1998 | Socorro             | LINEAR                       | —         | MPC                           |
| 162143             | 1998 VJ1   | 10 nov 1998 | Socorro             | LINEAR                       | —         | MPC                           |
| 162144             | 1998 VZ32  | 11 nov 1998 | Chichibu            | N. Satō                      | —         | MPC                           |
| 162145             | 1998 WH40  | 23 nov 1998 | Kitt Peak           | Spacewatch                   | —         | MPC                           |
| 162146             | 1998 XW34  | 14 dez 1998 | Socorro             | LINEAR                       | —         | MPC                           |
| 162147             | 1998 XV56  | 15 dez 1998 | Socorro             | LINEAR                       | —         | MPC                           |
| 162148             | 1998 XJ80  | 15 dez 1998 | Socorro             | LINEAR                       | —         | MPC                           |
| 162149             | 1998 YQ11  | 23 dez 1998 | Socorro             | LINEAR                       | —         | MPC                           |
| 162150             | 1998 YF20  | 25 dez 1998 | Kitt Peak           | Spacewatch                   | —         | MPC                           |
| 162151             | 1999 AS11  | 7 jan 1999  | Kitt Peak           | Spacewatch                   | —         | MPC                           |
| 162152             | 1999 AV13  | 8 jan 1999  | Kitt Peak           | Spacewatch                   | Brangane  | MPC                           |
| 162153             | 1999 AP16  | 10 jan 1999 | Kitt Peak           | Spacewatch                   | —         | MPC                           |
| 162154             | 1999 AD20  | 13 jan 1999 | Kitt Peak           | Spacewatch                   | —         | MPC                           |
| 162155             | 1999 BV7   | 21 jan 1999 | Višnjan Observatory | K. Korlević                  | —         | MPC                           |
| 162156             | 1999 BU28  | 18 jan 1999 | Kitt Peak           | Spacewatch                   | —         | MPC                           |
| 162157             | 1999 CV8   | 11 fev 1999 | Socorro             | LINEAR                       | —         | MPC                           |
| 162158 Merrillhess | 1999 CZ9   | 15 fev 1999 | Baton Rouge         | W. R. Cooney Jr., E. Kandler | —         | MPC                           |
| 162159             | 1999 CV140 | 9 fev 1999  | Kitt Peak           | Spacewatch                   | —         | MPC                           |
| 162160             | 1999 CR141 | 10 fev 1999 | Kitt Peak           | Spacewatch                   | —         | MPC                           |
| 162161             | 1999 DK3   | 18 fev 1999 | Socorro             | LINEAR                       | —         | MPC                           |
| 162162             | 1999 DB7   | 26 fev 1999 | Socorro             | LINEAR                       | —         | MPC                           |
| 162163             | 1999 ER    | 6 mar 1999  | Kitt Peak           | Spacewatch                   | —         | MPC                           |
| 162164             | 1999 EQ6   | 14 mar 1999 | Kitt Peak           | Spacewatch                   | —         | MPC                           |
| 162165             | 1999 FT43  | 20 mar 1999 | Socorro             | LINEAR                       | —         | MPC                           |
| 162166 Mantsch     | 1999 FW82  | 20 mar 1999 | Apache Point        | SDSS                         | —         | MPC                           |
| 162167             | 1999 GH6   | 13 abr 1999 | Višnjan Observatory | K. Korlević                  | —         | MPC                           |
| 162168             | 1999 GT6   | 15 abr 1999 | Socorro             | LINEAR                       | —         | MPC                           |
| 162169             | 1999 GB14  | 14 abr 1999 | Kitt Peak           | Spacewatch                   | —         | MPC                           |
| 162170             | 1999 GA45  | 12 abr 1999 | Socorro             | LINEAR                       | —         | MPC                           |
| 162171             | 1999 GC56  | 9 abr 1999  | Kitt Peak           | Spacewatch                   | —         | MPC                           |
| 162172             | 1999 GQ58  | 7 abr 1999  | Socorro             | LINEAR                       | —         | MPC                           |
| 162173 Ryugu       | 1999 JU3   | 10 mai 1999 | Socorro             | LINEAR                       | —         | MPC                           |
| 162174             | 1999 JS11  | 12 mai 1999 | Socorro             | LINEAR                       | —         | MPC                           |
| 162175             | 1999 JJ45  | 10 mai 1999 | Socorro             | LINEAR                       | —         | MPC                           |
| 162176             | 1999 JZ76  | 12 mai 1999 | Socorro             | LINEAR                       | —         | MPC                           |
| 162177             | 1999 JU102 | 13 mai 1999 | Socorro             | LINEAR                       | —         | MPC                           |
| 162178             | 1999 JT114 | 13 mai 1999 | Socorro             | LINEAR                       | —         | MPC                           |
| 162179             | 1999 JZ127 | 10 mai 1999 | Socorro             | LINEAR                       | —         | MPC                           |
| 162180             | 1999 KR5   | 20 mai 1999 | Bergisch Gladbach   | W. Bickel                    | —         | MPC                           |
| 162181             | 1999 LF6   | 10 jun 1999 | Socorro             | LINEAR                       | —         | MPC                           |
| 162182             | 1999 LY6   | 8 jun 1999  | Kitt Peak           | Spacewatch                   | —         | MPC                           |
| 162183             | 1999 NB5   | 13 jul 1999 | Socorro             | LINEAR                       | —         | MPC                           |
| 162184             | 1999 NP22  | 14 jul 1999 | Socorro             | LINEAR                       | —         | MPC                           |
| 162185             | 1999 NK27  | 14 jul 1999 | Socorro             | LINEAR                       | —         | MPC                           |
| 162186             | 1999 OP3   | 22 jul 1999 | Socorro             | LINEAR                       | —         | MPC                           |
| 162187             | 1999 QR2   | 31 ago 1999 | Ondřejov            | L. Kotková                   | —         | MPC                           |
| 162188             | 1999 RB2   | 6 set 1999  | Catalina            | CSS                          | Juno      | MPC                           |
| 162189             | 1999 RQ2   | 6 set 1999  | Catalina            | CSS                          | —         | MPC                           |
| 162190             | 1999 RP14  | 7 set 1999  | Socorro             | LINEAR                       | —         | MPC                           |
| 162191             | 1999 RX16  | 7 set 1999  | Socorro             | LINEAR                       | —         | MPC                           |
| 162192             | 1999 RY28  | 7 set 1999  | Socorro             | LINEAR                       | —         | MPC                           |
| 162193             | 1999 RO30  | 8 set 1999  | Socorro             | LINEAR                       | Juno      | MPC                           |
| 162194             | 1999 RP35  | 11 set 1999 | Višnjan Observatory | K. Korlević                  | —         | MPC                           |
| 162195             | 1999 RK45  | 13 set 1999 | Socorro             | LINEAR                       | —         | MPC                           |
| 162196             | 1999 RL45  | 14 set 1999 | Socorro             | LINEAR                       | —         | MPC                           |
| 162197             | 1999 RA50  | 7 set 1999  | Socorro             | LINEAR                       | —         | MPC                           |
| 162198             | 1999 RM55  | 7 set 1999  | Socorro             | LINEAR                       | —         | MPC                           |
| 162199             | 1999 RU101 | 8 set 1999  | Socorro             | LINEAR                       | —         | MPC                           |
| 162200             | 1999 RY106 | 8 set 1999  | Socorro             | LINEAR                       | —         | MPC                           |

## 162201–162300
| Designação | Designação | Descoberta  | Descoberta          | Descobridor(es) | Categoria | Mais informações / Referência |
| Permanente | Provisória | Data        | Local               | Descobridor(es) | Categoria | Mais informações / Referência |
| ---------- | ---------- | ----------- | ------------------- | --------------- | --------- | ----------------------------- |
| 162201     | 1999 RK117 | 9 set 1999  | Socorro             | LINEAR          | Juno      | MPC                           |
| 162202     | 1999 RB156 | 9 set 1999  | Socorro             | LINEAR          | —         | MPC                           |
| 162203     | 1999 RV158 | 9 set 1999  | Socorro             | LINEAR          | —         | MPC                           |
| 162204     | 1999 RJ160 | 9 set 1999  | Socorro             | LINEAR          | —         | MPC                           |
| 162205     | 1999 RH165 | 9 set 1999  | Socorro             | LINEAR          | —         | MPC                           |
| 162206     | 1999 RN165 | 9 set 1999  | Socorro             | LINEAR          | —         | MPC                           |
| 162207     | 1999 RK200 | 8 set 1999  | Socorro             | LINEAR          | —         | MPC                           |
| 162208     | 1999 RB258 | 6 set 1999  | Anderson Mesa       | LONEOS          | Juno      | MPC                           |
| 162209     | 1999 SD3   | 24 set 1999 | Socorro             | LINEAR          | —         | MPC                           |
| 162210     | 1999 SM5   | 28 set 1999 | Socorro             | LINEAR          | —         | MPC                           |
| 162211     | 1999 SE18  | 30 set 1999 | Socorro             | LINEAR          | —         | MPC                           |
| 162212     | 1999 SP25  | 30 set 1999 | Catalina            | CSS             | —         | MPC                           |
| 162213     | 1999 TL3   | 4 out 1999  | Prescott            | P. G. Comba     | —         | MPC                           |
| 162214     | 1999 TC10  | 8 out 1999  | Catalina            | CSS             | —         | MPC                           |
| 162215     | 1999 TL12  | 10 out 1999 | Socorro             | LINEAR          | —         | MPC                           |
| 162216     | 1999 TD13  | 10 out 1999 | Oizumi              | T. Kobayashi    | —         | MPC                           |
| 162217     | 1999 TC34  | 4 out 1999  | Socorro             | LINEAR          | —         | MPC                           |
| 162218     | 1999 TW54  | 6 out 1999  | Kitt Peak           | Spacewatch      | —         | MPC                           |
| 162219     | 1999 TS63  | 7 out 1999  | Kitt Peak           | Spacewatch      | —         | MPC                           |
| 162220     | 1999 TL79  | 11 out 1999 | Kitt Peak           | Spacewatch      | —         | MPC                           |
| 162221     | 1999 TM87  | 15 out 1999 | Kitt Peak           | Spacewatch      | —         | MPC                           |
| 162222     | 1999 TS102 | 2 out 1999  | Socorro             | LINEAR          | —         | MPC                           |
| 162223     | 1999 TR119 | 4 out 1999  | Socorro             | LINEAR          | —         | MPC                           |
| 162224     | 1999 TD120 | 4 out 1999  | Socorro             | LINEAR          | —         | MPC                           |
| 162225     | 1999 TX121 | 4 out 1999  | Socorro             | LINEAR          | —         | MPC                           |
| 162226     | 1999 TR127 | 4 out 1999  | Socorro             | LINEAR          | —         | MPC                           |
| 162227     | 1999 TS127 | 4 out 1999  | Socorro             | LINEAR          | Pallas    | MPC                           |
| 162228     | 1999 TS132 | 6 out 1999  | Socorro             | LINEAR          | —         | MPC                           |
| 162229     | 1999 TJ143 | 7 out 1999  | Socorro             | LINEAR          | —         | MPC                           |
| 162230     | 1999 TS148 | 7 out 1999  | Socorro             | LINEAR          | —         | MPC                           |
| 162231     | 1999 TP149 | 15 out 1999 | Socorro             | LINEAR          | —         | MPC                           |
| 162232     | 1999 TC154 | 7 out 1999  | Socorro             | LINEAR          | —         | MPC                           |
| 162233     | 1999 TL173 | 10 out 1999 | Socorro             | LINEAR          | —         | MPC                           |
| 162234     | 1999 TQ185 | 12 out 1999 | Socorro             | LINEAR          | Phocaea   | MPC                           |
| 162235     | 1999 TR185 | 12 out 1999 | Socorro             | LINEAR          | Juno      | MPC                           |
| 162236     | 1999 TE192 | 12 out 1999 | Socorro             | LINEAR          | —         | MPC                           |
| 162237     | 1999 TF196 | 12 out 1999 | Socorro             | LINEAR          | —         | MPC                           |
| 162238     | 1999 TP198 | 12 out 1999 | Socorro             | LINEAR          | —         | MPC                           |
| 162239     | 1999 TU198 | 12 out 1999 | Socorro             | LINEAR          | —         | MPC                           |
| 162240     | 1999 TU208 | 14 out 1999 | Socorro             | LINEAR          | —         | MPC                           |
| 162241     | 1999 TZ217 | 15 out 1999 | Socorro             | LINEAR          | —         | MPC                           |
| 162242     | 1999 TC219 | 1 out 1999  | Catalina            | CSS             | —         | MPC                           |
| 162243     | 1999 TS228 | 2 out 1999  | Anderson Mesa       | LONEOS          | —         | MPC                           |
| 162244     | 1999 TD236 | 3 out 1999  | Catalina            | CSS             | —         | MPC                           |
| 162245     | 1999 TT241 | 4 out 1999  | Catalina            | CSS             | —         | MPC                           |
| 162246     | 1999 TO248 | 8 out 1999  | Catalina            | CSS             | —         | MPC                           |
| 162247     | 1999 TJ253 | 9 out 1999  | Socorro             | LINEAR          | —         | MPC                           |
| 162248     | 1999 TW267 | 3 out 1999  | Socorro             | LINEAR          | —         | MPC                           |
| 162249     | 1999 TX277 | 6 out 1999  | Socorro             | LINEAR          | —         | MPC                           |
| 162250     | 1999 TK288 | 10 out 1999 | Socorro             | LINEAR          | —         | MPC                           |
| 162251     | 1999 TM289 | 10 out 1999 | Socorro             | LINEAR          | —         | MPC                           |
| 162252     | 1999 TJ290 | 10 out 1999 | Socorro             | LINEAR          | —         | MPC                           |
| 162253     | 1999 TQ297 | 2 out 1999  | Kitt Peak           | Spacewatch      | —         | MPC                           |
| 162254     | 1999 TC313 | 9 out 1999  | Socorro             | LINEAR          | —         | MPC                           |
| 162255     | 1999 TU313 | 9 out 1999  | Socorro             | LINEAR          | —         | MPC                           |
| 162256     | 1999 TR314 | 7 out 1999  | Socorro             | LINEAR          | —         | MPC                           |
| 162257     | 1999 TS314 | 7 out 1999  | Socorro             | LINEAR          | —         | MPC                           |
| 162258     | 1999 TY322 | 2 out 1999  | Socorro             | LINEAR          | —         | MPC                           |
| 162259     | 1999 UV9   | 31 out 1999 | Socorro             | LINEAR          | —         | MPC                           |
| 162260     | 1999 UB10  | 31 out 1999 | Socorro             | LINEAR          | —         | MPC                           |
| 162261     | 1999 UE17  | 30 out 1999 | Catalina            | CSS             | Juno      | MPC                           |
| 162262     | 1999 UZ20  | 31 out 1999 | Kitt Peak           | Spacewatch      | —         | MPC                           |
| 162263     | 1999 UB25  | 28 out 1999 | Catalina            | CSS             | —         | MPC                           |
| 162264     | 1999 UN38  | 29 out 1999 | Anderson Mesa       | LONEOS          | —         | MPC                           |
| 162265     | 1999 UD39  | 29 out 1999 | Anderson Mesa       | LONEOS          | —         | MPC                           |
| 162266     | 1999 UR45  | 31 out 1999 | Catalina            | CSS             | —         | MPC                           |
| 162267     | 1999 UC47  | 29 out 1999 | Anderson Mesa       | LONEOS          | —         | MPC                           |
| 162268     | 1999 UL51  | 31 out 1999 | Catalina            | CSS             | —         | MPC                           |
| 162269     | 1999 VO6   | 5 nov 1999  | Socorro             | LINEAR          | —         | MPC                           |
| 162270     | 1999 VU7   | 7 nov 1999  | Višnjan Observatory | K. Korlević     | —         | MPC                           |
| 162271     | 1999 VC8   | 8 nov 1999  | Višnjan Observatory | K. Korlević     | —         | MPC                           |
| 162272     | 1999 VQ9   | 9 nov 1999  | Višnjan Observatory | K. Korlević     | —         | MPC                           |
| 162273     | 1999 VL12  | 9 nov 1999  | Socorro             | LINEAR          | —         | MPC                           |
| 162274     | 1999 VO19  | 10 nov 1999 | Višnjan Observatory | K. Korlević     | —         | MPC                           |
| 162275     | 1999 VM21  | 12 nov 1999 | Višnjan Observatory | K. Korlević     | —         | MPC                           |
| 162276     | 1999 VC33  | 3 nov 1999  | Socorro             | LINEAR          | —         | MPC                           |
| 162277     | 1999 VY44  | 4 nov 1999  | Catalina            | CSS             | —         | MPC                           |
| 162278     | 1999 VU49  | 3 nov 1999  | Socorro             | LINEAR          | —         | MPC                           |
| 162279     | 1999 VS57  | 4 nov 1999  | Socorro             | LINEAR          | —         | MPC                           |
| 162280     | 1999 VN59  | 4 nov 1999  | Socorro             | LINEAR          | Pallas    | MPC                           |
| 162281     | 1999 VF62  | 4 nov 1999  | Socorro             | LINEAR          | —         | MPC                           |
| 162282     | 1999 VS69  | 4 nov 1999  | Socorro             | LINEAR          | —         | MPC                           |
| 162283     | 1999 VJ73  | 1 nov 1999  | Kitt Peak           | Spacewatch      | —         | MPC                           |
| 162284     | 1999 VU77  | 3 nov 1999  | Socorro             | LINEAR          | —         | MPC                           |
| 162285     | 1999 VT81  | 5 nov 1999  | Socorro             | LINEAR          | —         | MPC                           |
| 162286     | 1999 VB102 | 9 nov 1999  | Socorro             | LINEAR          | —         | MPC                           |
| 162287     | 1999 VN107 | 9 nov 1999  | Socorro             | LINEAR          | —         | MPC                           |
| 162288     | 1999 VW123 | 5 nov 1999  | Kitt Peak           | Spacewatch      | —         | MPC                           |
| 162289     | 1999 VJ124 | 6 nov 1999  | Kitt Peak           | Spacewatch      | —         | MPC                           |
| 162290     | 1999 VG129 | 11 nov 1999 | Kitt Peak           | Spacewatch      | —         | MPC                           |
| 162291     | 1999 VP137 | 12 nov 1999 | Socorro             | LINEAR          | —         | MPC                           |
| 162292     | 1999 VO142 | 10 nov 1999 | Kitt Peak           | Spacewatch      | —         | MPC                           |
| 162293     | 1999 VY142 | 13 nov 1999 | Kitt Peak           | Spacewatch      | —         | MPC                           |
| 162294     | 1999 VQ148 | 14 nov 1999 | Socorro             | LINEAR          | —         | MPC                           |
| 162295     | 1999 VW149 | 14 nov 1999 | Socorro             | LINEAR          | —         | MPC                           |
| 162296     | 1999 VD151 | 14 nov 1999 | Socorro             | LINEAR          | —         | MPC                           |
| 162297     | 1999 VU167 | 14 nov 1999 | Socorro             | LINEAR          | —         | MPC                           |
| 162298     | 1999 VZ174 | 4 nov 1999  | Kitt Peak           | Spacewatch      | —         | MPC                           |
| 162299     | 1999 VW180 | 7 nov 1999  | Socorro             | LINEAR          | Juno      | MPC                           |
| 162300     | 1999 VY180 | 7 nov 1999  | Socorro             | LINEAR          | —         | MPC                           |

## 162301–162400
| Designação | Designação | Descoberta  | Descoberta          | Descobridor(es) | Categoria | Mais informações / Referência |
| Permanente | Provisória | Data        | Local               | Descobridor(es) | Categoria | Mais informações / Referência |
| ---------- | ---------- | ----------- | ------------------- | --------------- | --------- | ----------------------------- |
| 162301     | 1999 VX183 | 14 nov 1999 | Socorro             | LINEAR          | —         | MPC                           |
| 162302     | 1999 VO184 | 15 nov 1999 | Socorro             | LINEAR          | —         | MPC                           |
| 162303     | 1999 VW186 | 15 nov 1999 | Socorro             | LINEAR          | Juno      | MPC                           |
| 162304     | 1999 VR193 | 3 nov 1999  | Anderson Mesa       | LONEOS          | —         | MPC                           |
| 162305     | 1999 VD194 | 1 nov 1999  | Catalina            | CSS             | —         | MPC                           |
| 162306     | 1999 VE200 | 5 nov 1999  | Catalina            | CSS             | —         | MPC                           |
| 162307     | 1999 VP213 | 13 nov 1999 | Catalina            | CSS             | —         | MPC                           |
| 162308     | 1999 VL225 | 5 nov 1999  | Socorro             | LINEAR          | —         | MPC                           |
| 162309     | 1999 WK10  | 28 nov 1999 | Kitt Peak           | Spacewatch      | —         | MPC                           |
| 162310     | 1999 WN13  | 29 nov 1999 | Višnjan Observatory | K. Korlević     | —         | MPC                           |
| 162311     | 1999 WM17  | 30 nov 1999 | Kitt Peak           | Spacewatch      | —         | MPC                           |
| 162312     | 1999 WG20  | 16 nov 1999 | Socorro             | LINEAR          | —         | MPC                           |
| 162313     | 1999 WA24  | 17 nov 1999 | Kitt Peak           | Spacewatch      | —         | MPC                           |
| 162314     | 1999 XE7   | 4 dez 1999  | Catalina            | CSS             | —         | MPC                           |
| 162315     | 1999 XC11  | 5 dez 1999  | Catalina            | CSS             | —         | MPC                           |
| 162316     | 1999 XY14  | 6 dez 1999  | Socorro             | LINEAR          | Pallas    | MPC                           |
| 162317     | 1999 XB23  | 6 dez 1999  | Socorro             | LINEAR          | —         | MPC                           |
| 162318     | 1999 XQ25  | 6 dez 1999  | Socorro             | LINEAR          | —         | MPC                           |
| 162319     | 1999 XS26  | 6 dez 1999  | Socorro             | LINEAR          | —         | MPC                           |
| 162320     | 1999 XN27  | 6 dez 1999  | Socorro             | LINEAR          | —         | MPC                           |
| 162321     | 1999 XG30  | 6 dez 1999  | Socorro             | LINEAR          | —         | MPC                           |
| 162322     | 1999 XZ42  | 7 dez 1999  | Socorro             | LINEAR          | —         | MPC                           |
| 162323     | 1999 XA45  | 7 dez 1999  | Socorro             | LINEAR          | —         | MPC                           |
| 162324     | 1999 XB50  | 7 dez 1999  | Socorro             | LINEAR          | —         | MPC                           |
| 162325     | 1999 XC50  | 7 dez 1999  | Socorro             | LINEAR          | —         | MPC                           |
| 162326     | 1999 XB52  | 7 dez 1999  | Socorro             | LINEAR          | —         | MPC                           |
| 162327     | 1999 XA55  | 7 dez 1999  | Socorro             | LINEAR          | —         | MPC                           |
| 162328     | 1999 XJ59  | 7 dez 1999  | Socorro             | LINEAR          | —         | MPC                           |
| 162329     | 1999 XM64  | 7 dez 1999  | Socorro             | LINEAR          | —         | MPC                           |
| 162330     | 1999 XW65  | 7 dez 1999  | Socorro             | LINEAR          | —         | MPC                           |
| 162331     | 1999 XT66  | 7 dez 1999  | Socorro             | LINEAR          | —         | MPC                           |
| 162332     | 1999 XK101 | 7 dez 1999  | Socorro             | LINEAR          | —         | MPC                           |
| 162333     | 1999 XZ101 | 7 dez 1999  | Socorro             | LINEAR          | —         | MPC                           |
| 162334     | 1999 XP103 | 7 dez 1999  | Socorro             | LINEAR          | Phocaea   | MPC                           |
| 162335     | 1999 XN113 | 11 dez 1999 | Socorro             | LINEAR          | —         | MPC                           |
| 162336     | 1999 XT118 | 5 dez 1999  | Catalina            | CSS             | —         | MPC                           |
| 162337     | 1999 XK124 | 7 dez 1999  | Catalina            | CSS             | —         | MPC                           |
| 162338     | 1999 XT129 | 12 dez 1999 | Socorro             | LINEAR          | —         | MPC                           |
| 162339     | 1999 XR133 | 12 dez 1999 | Socorro             | LINEAR          | —         | MPC                           |
| 162340     | 1999 XT134 | 5 dez 1999  | Socorro             | LINEAR          | —         | MPC                           |
| 162341     | 1999 XV134 | 5 dez 1999  | Socorro             | LINEAR          | —         | MPC                           |
| 162342     | 1999 XT138 | 5 dez 1999  | Kitt Peak           | Spacewatch      | —         | MPC                           |
| 162343     | 1999 XG155 | 8 dez 1999  | Socorro             | LINEAR          | —         | MPC                           |
| 162344     | 1999 XX159 | 8 dez 1999  | Socorro             | LINEAR          | —         | MPC                           |
| 162345     | 1999 XT162 | 8 dez 1999  | Kitt Peak           | Spacewatch      | —         | MPC                           |
| 162346     | 1999 XX167 | 10 dez 1999 | Socorro             | LINEAR          | —         | MPC                           |
| 162347     | 1999 XD172 | 10 dez 1999 | Socorro             | LINEAR          | —         | MPC                           |
| 162348     | 1999 XT187 | 12 dez 1999 | Socorro             | LINEAR          | —         | MPC                           |
| 162349     | 1999 XH208 | 13 dez 1999 | Socorro             | LINEAR          | —         | MPC                           |
| 162350     | 1999 XX212 | 14 dez 1999 | Socorro             | LINEAR          | —         | MPC                           |
| 162351     | 1999 XV215 | 15 dez 1999 | Socorro             | LINEAR          | —         | MPC                           |
| 162352     | 1999 XS226 | 14 dez 1999 | Kitt Peak           | Spacewatch      | Vesta     | MPC                           |
| 162353     | 1999 YX    | 16 dez 1999 | Fountain Hills      | C. W. Juels     | —         | MPC                           |
| 162354     | 1999 YQ5   | 28 dez 1999 | Socorro             | LINEAR          | —         | MPC                           |
| 162355     | 1999 YW5   | 29 dez 1999 | Socorro             | LINEAR          | —         | MPC                           |
| 162356     | 1999 YA6   | 29 dez 1999 | Socorro             | LINEAR          | —         | MPC                           |
| 162357     | 1999 YA7   | 30 dez 1999 | Socorro             | LINEAR          | —         | MPC                           |
| 162358     | 1999 YT7   | 27 dez 1999 | Kitt Peak           | Spacewatch      | —         | MPC                           |
| 162359     | 1999 YH22  | 27 dez 1999 | Kitt Peak           | Spacewatch      | —         | MPC                           |
| 162360     | 2000 AH3   | 2 jan 2000  | Socorro             | LINEAR          | —         | MPC                           |
| 162361     | 2000 AF6   | 4 jan 2000  | Socorro             | LINEAR          | —         | MPC                           |
| 162362     | 2000 AU23  | 3 jan 2000  | Socorro             | LINEAR          | Phocaea   | MPC                           |
| 162363     | 2000 AN34  | 3 jan 2000  | Socorro             | LINEAR          | —         | MPC                           |
| 162364     | 2000 AB70  | 5 jan 2000  | Socorro             | LINEAR          | —         | MPC                           |
| 162365     | 2000 AK77  | 5 jan 2000  | Socorro             | LINEAR          | —         | MPC                           |
| 162366     | 2000 AD83  | 5 jan 2000  | Socorro             | LINEAR          | —         | MPC                           |
| 162367     | 2000 AJ101 | 5 jan 2000  | Socorro             | LINEAR          | —         | MPC                           |
| 162368     | 2000 AV101 | 5 jan 2000  | Socorro             | LINEAR          | —         | MPC                           |
| 162369     | 2000 AZ112 | 5 jan 2000  | Socorro             | LINEAR          | —         | MPC                           |
| 162370     | 2000 AE119 | 5 jan 2000  | Socorro             | LINEAR          | —         | MPC                           |
| 162371     | 2000 AY145 | 7 jan 2000  | Socorro             | LINEAR          | —         | MPC                           |
| 162372     | 2000 AG149 | 7 jan 2000  | Socorro             | LINEAR          | —         | MPC                           |
| 162373     | 2000 AR155 | 3 jan 2000  | Socorro             | LINEAR          | —         | MPC                           |
| 162374     | 2000 AC175 | 7 jan 2000  | Socorro             | LINEAR          | —         | MPC                           |
| 162375     | 2000 AK180 | 7 jan 2000  | Socorro             | LINEAR          | —         | MPC                           |
| 162376     | 2000 AE191 | 8 jan 2000  | Socorro             | LINEAR          | —         | MPC                           |
| 162377     | 2000 AL196 | 8 jan 2000  | Socorro             | LINEAR          | —         | MPC                           |
| 162378     | 2000 AF201 | 9 jan 2000  | Socorro             | LINEAR          | —         | MPC                           |
| 162379     | 2000 AF202 | 10 jan 2000 | Socorro             | LINEAR          | —         | MPC                           |
| 162380     | 2000 AW225 | 12 jan 2000 | Kitt Peak           | Spacewatch      | Vesta     | MPC                           |
| 162381     | 2000 AM226 | 12 jan 2000 | Kitt Peak           | Spacewatch      | —         | MPC                           |
| 162382     | 2000 AA254 | 7 jan 2000  | Kitt Peak           | Spacewatch      | —         | MPC                           |
| 162383     | 2000 BN2   | 26 jan 2000 | Socorro             | LINEAR          | —         | MPC                           |
| 162384     | 2000 BC6   | 28 jan 2000 | Socorro             | LINEAR          | —         | MPC                           |
| 162385     | 2000 BM19  | 31 jan 2000 | Socorro             | LINEAR          | —         | MPC                           |
| 162386     | 2000 BA26  | 30 jan 2000 | Socorro             | LINEAR          | —         | MPC                           |
| 162387     | 2000 BN37  | 26 jan 2000 | Kitt Peak           | Spacewatch      | —         | MPC                           |
| 162388     | 2000 BK39  | 27 jan 2000 | Kitt Peak           | Spacewatch      | Vesta     | MPC                           |
| 162389     | 2000 CE4   | 2 fev 2000  | Socorro             | LINEAR          | —         | MPC                           |
| 162390     | 2000 CD13  | 2 fev 2000  | Socorro             | LINEAR          | —         | MPC                           |
| 162391     | 2000 CZ43  | 2 fev 2000  | Socorro             | LINEAR          | —         | MPC                           |
| 162392     | 2000 CG45  | 2 fev 2000  | Socorro             | LINEAR          | —         | MPC                           |
| 162393     | 2000 CM81  | 4 fev 2000  | Socorro             | LINEAR          | —         | MPC                           |
| 162394     | 2000 CW95  | 10 fev 2000 | Kitt Peak           | Spacewatch      | —         | MPC                           |
| 162395     | 2000 CY108 | 5 fev 2000  | Kitt Peak           | M. W. Buie      | —         | MPC                           |
| 162396     | 2000 CV120 | 5 fev 2000  | Kitt Peak           | M. W. Buie      | Vesta     | MPC                           |
| 162397     | 2000 CC135 | 4 fev 2000  | Kitt Peak           | Spacewatch      | Chimaera  | MPC                           |
| 162398     | 2000 DP7   | 27 fev 2000 | Needville           | Needville Obs.  | —         | MPC                           |
| 162399     | 2000 DN10  | 26 fev 2000 | Kitt Peak           | Spacewatch      | —         | MPC                           |
| 162400     | 2000 DR22  | 29 fev 2000 | Socorro             | LINEAR          | Pallas    | MPC                           |

## 162401–162500
| Designação    | Designação | Descoberta  | Descoberta          | Descobridor(es)        | Categoria | Mais informações / Referência |
| Permanente    | Provisória | Data        | Local               | Descobridor(es)        | Categoria | Mais informações / Referência |
| ------------- | ---------- | ----------- | ------------------- | ---------------------- | --------- | ----------------------------- |
| 162401        | 2000 DK33  | 29 fev 2000 | Socorro             | LINEAR                 | —         | MPC                           |
| 162402        | 2000 DZ38  | 29 fev 2000 | Socorro             | LINEAR                 | —         | MPC                           |
| 162403        | 2000 DA41  | 29 fev 2000 | Socorro             | LINEAR                 | —         | MPC                           |
| 162404        | 2000 DP60  | 29 fev 2000 | Socorro             | LINEAR                 | —         | MPC                           |
| 162405        | 2000 DH78  | 29 fev 2000 | Socorro             | LINEAR                 | —         | MPC                           |
| 162406        | 2000 DV93  | 28 fev 2000 | Socorro             | LINEAR                 | —         | MPC                           |
| 162407        | 2000 DF94  | 28 fev 2000 | Socorro             | LINEAR                 | —         | MPC                           |
| 162408        | 2000 DM94  | 28 fev 2000 | Socorro             | LINEAR                 | —         | MPC                           |
| 162409        | 2000 DK102 | 29 fev 2000 | Socorro             | LINEAR                 | —         | MPC                           |
| 162410        | 2000 DE104 | 29 fev 2000 | Socorro             | LINEAR                 | —         | MPC                           |
| 162411        | 2000 DM111 | 29 fev 2000 | Socorro             | LINEAR                 | —         | MPC                           |
| 162412        | 2000 DF113 | 26 fev 2000 | Kitt Peak           | Spacewatch             | —         | MPC                           |
| 162413        | 2000 EK2   | 3 mar 2000  | Socorro             | LINEAR                 | —         | MPC                           |
| 162414        | 2000 EL2   | 3 mar 2000  | Socorro             | LINEAR                 | —         | MPC                           |
| 162415        | 2000 EY2   | 3 mar 2000  | Socorro             | LINEAR                 | —         | MPC                           |
| 162416        | 2000 EH26  | 4 mar 2000  | Socorro             | LINEAR                 | —         | MPC                           |
| 162417        | 2000 EA30  | 5 mar 2000  | Socorro             | LINEAR                 | —         | MPC                           |
| 162418        | 2000 ER46  | 9 mar 2000  | Socorro             | LINEAR                 | —         | MPC                           |
| 162419        | 2000 EA67  | 10 mar 2000 | Socorro             | LINEAR                 | —         | MPC                           |
| 162420        | 2000 EU69  | 10 mar 2000 | Socorro             | LINEAR                 | —         | MPC                           |
| 162421        | 2000 ET70  | 8 mar 2000  | Socorro             | LINEAR                 | —         | MPC                           |
| 162422        | 2000 EV70  | 8 mar 2000  | Socorro             | LINEAR                 | —         | MPC                           |
| 162423        | 2000 EK88  | 9 mar 2000  | Socorro             | LINEAR                 | Brangane  | MPC                           |
| 162424        | 2000 EE113 | 9 mar 2000  | Kitt Peak           | Spacewatch             | —         | MPC                           |
| 162425        | 2000 EF136 | 11 mar 2000 | Socorro             | LINEAR                 | —         | MPC                           |
| 162426        | 2000 EP143 | 3 mar 2000  | Socorro             | LINEAR                 | —         | MPC                           |
| 162427        | 2000 EH162 | 3 mar 2000  | Socorro             | LINEAR                 | —         | MPC                           |
| 162428        | 2000 EP162 | 3 mar 2000  | Socorro             | LINEAR                 | —         | MPC                           |
| 162429        | 2000 EM165 | 3 mar 2000  | Socorro             | LINEAR                 | —         | MPC                           |
| 162430        | 2000 EQ193 | 3 mar 2000  | Socorro             | LINEAR                 | —         | MPC                           |
| 162431        | 2000 FV4   | 27 mar 2000 | Kitt Peak           | Spacewatch             | Chimaera  | MPC                           |
| 162432        | 2000 FR5   | 25 mar 2000 | Kitt Peak           | Spacewatch             | —         | MPC                           |
| 162433        | 2000 FK10  | 26 mar 2000 | Socorro             | LINEAR                 | —         | MPC                           |
| 162434        | 2000 FA34  | 29 mar 2000 | Socorro             | LINEAR                 | —         | MPC                           |
| 162435        | 2000 FO52  | 29 mar 2000 | Kitt Peak           | Spacewatch             | —         | MPC                           |
| 162436        | 2000 FX52  | 30 mar 2000 | Kitt Peak           | Spacewatch             | —         | MPC                           |
| 162437        | 2000 FH59  | 29 mar 2000 | Socorro             | LINEAR                 | —         | MPC                           |
| 162438        | 2000 GF3   | 5 abr 2000  | Socorro             | LINEAR                 | —         | MPC                           |
| 162439        | 2000 GD5   | 3 abr 2000  | Socorro             | LINEAR                 | —         | MPC                           |
| 162440        | 2000 GR8   | 5 abr 2000  | Socorro             | LINEAR                 | —         | MPC                           |
| 162441        | 2000 GO23  | 5 abr 2000  | Socorro             | LINEAR                 | —         | MPC                           |
| 162442        | 2000 GU39  | 5 abr 2000  | Socorro             | LINEAR                 | —         | MPC                           |
| 162443        | 2000 GF40  | 5 abr 2000  | Socorro             | LINEAR                 | —         | MPC                           |
| 162444        | 2000 GP63  | 5 abr 2000  | Socorro             | LINEAR                 | —         | MPC                           |
| 162445        | 2000 GV63  | 5 abr 2000  | Socorro             | LINEAR                 | Brangane  | MPC                           |
| 162446        | 2000 GT83  | 3 abr 2000  | Socorro             | LINEAR                 | —         | MPC                           |
| 162447        | 2000 GJ118 | 3 abr 2000  | Kitt Peak           | Spacewatch             | —         | MPC                           |
| 162448        | 2000 GW152 | 6 abr 2000  | Anderson Mesa       | LONEOS                 | Eunomia   | MPC                           |
| 162449        | 2000 GC156 | 6 abr 2000  | Anderson Mesa       | LONEOS                 | —         | MPC                           |
| 162450        | 2000 GA159 | 7 abr 2000  | Socorro             | LINEAR                 | —         | MPC                           |
| 162451        | 2000 GB180 | 5 abr 2000  | Socorro             | LINEAR                 | —         | MPC                           |
| 162452        | 2000 HO14  | 29 abr 2000 | Socorro             | LINEAR                 | —         | MPC                           |
| 162453        | 2000 HU17  | 24 abr 2000 | Kitt Peak           | Spacewatch             | —         | MPC                           |
| 162454        | 2000 HO24  | 24 abr 2000 | Anderson Mesa       | LONEOS                 | —         | MPC                           |
| 162455        | 2000 HL28  | 29 abr 2000 | Socorro             | LINEAR                 | —         | MPC                           |
| 162456        | 2000 HA35  | 27 abr 2000 | Socorro             | LINEAR                 | —         | MPC                           |
| 162457        | 2000 HO35  | 27 abr 2000 | Socorro             | LINEAR                 | —         | MPC                           |
| 162458        | 2000 HK48  | 29 abr 2000 | Socorro             | LINEAR                 | —         | MPC                           |
| 162459        | 2000 HO50  | 29 abr 2000 | Socorro             | LINEAR                 | —         | MPC                           |
| 162460        | 2000 HX69  | 26 abr 2000 | Anderson Mesa       | LONEOS                 | Brangane  | MPC                           |
| 162461        | 2000 HS94  | 29 abr 2000 | Socorro             | LINEAR                 | —         | MPC                           |
| 162462        | 2000 HV103 | 27 abr 2000 | Anderson Mesa       | LONEOS                 | Brangane  | MPC                           |
| 162463        | 2000 JH5   | 2 mai 2000  | Socorro             | LINEAR                 | —         | MPC                           |
| 162464        | 2000 JR60  | 7 mai 2000  | Socorro             | LINEAR                 | —         | MPC                           |
| 162465        | 2000 JU81  | 7 mai 2000  | Socorro             | LINEAR                 | —         | MPC                           |
| 162466 Margon | 2000 JA90  | 4 mai 2000  | Apache Point        | SDSS                   | —         | MPC                           |
| 162467        | 2000 KJ20  | 28 mai 2000 | Socorro             | LINEAR                 | —         | MPC                           |
| 162468        | 2000 KW23  | 28 mai 2000 | Socorro             | LINEAR                 | —         | MPC                           |
| 162469        | 2000 KK40  | 26 mai 2000 | Kitt Peak           | Spacewatch             | —         | MPC                           |
| 162470        | 2000 KX43  | 29 mai 2000 | Anderson Mesa       | LONEOS                 | —         | MPC                           |
| 162471        | 2000 KK60  | 25 mai 2000 | Anderson Mesa       | LONEOS                 | —         | MPC                           |
| 162472        | 2000 LL    | 1 jun 2000  | Socorro             | LINEAR                 | —         | MPC                           |
| 162473        | 2000 LA16  | 7 jun 2000  | Kitt Peak           | Spacewatch             | —         | MPC                           |
| 162474        | 2000 LB16  | 7 jun 2000  | Socorro             | LINEAR                 | —         | MPC                           |
| 162475        | 2000 MV4   | 25 jun 2000 | Socorro             | LINEAR                 | —         | MPC                           |
| 162476        | 2000 NC21  | 6 jul 2000  | Anderson Mesa       | LONEOS                 | —         | MPC                           |
| 162477        | 2000 NV28  | 2 jul 2000  | Kitt Peak           | Spacewatch             | —         | MPC                           |
| 162478        | 2000 OT9   | 31 jul 2000 | Ondřejov            | L. Kotková             | —         | MPC                           |
| 162479        | 2000 OH31  | 30 jul 2000 | Socorro             | LINEAR                 | —         | MPC                           |
| 162480        | 2000 OL36  | 30 jul 2000 | Socorro             | LINEAR                 | —         | MPC                           |
| 162481        | 2000 OM56  | 29 jul 2000 | Anderson Mesa       | LONEOS                 | —         | MPC                           |
| 162482        | 2000 ON59  | 29 jul 2000 | Anderson Mesa       | LONEOS                 | —         | MPC                           |
| 162483        | 2000 PJ5   | 4 ago 2000  | Socorro             | LINEAR                 | —         | MPC                           |
| 162484        | 2000 PD10  | 1 ago 2000  | Socorro             | LINEAR                 | —         | MPC                           |
| 162485        | 2000 PA14  | 1 ago 2000  | Socorro             | LINEAR                 | —         | MPC                           |
| 162486        | 2000 PN14  | 1 ago 2000  | Socorro             | LINEAR                 | —         | MPC                           |
| 162487        | 2000 PF15  | 1 ago 2000  | Socorro             | LINEAR                 | —         | MPC                           |
| 162488        | 2000 PV19  | 1 ago 2000  | Socorro             | LINEAR                 | —         | MPC                           |
| 162489        | 2000 PX19  | 1 ago 2000  | Socorro             | LINEAR                 | —         | MPC                           |
| 162490        | 2000 PA21  | 1 ago 2000  | Socorro             | LINEAR                 | —         | MPC                           |
| 162491        | 2000 PV23  | 2 ago 2000  | Socorro             | LINEAR                 | —         | MPC                           |
| 162492        | 2000 QA2   | 24 ago 2000 | Socorro             | LINEAR                 | —         | MPC                           |
| 162493        | 2000 QY7   | 25 ago 2000 | Višnjan Observatory | K. Korlević, M. Jurić  | —         | MPC                           |
| 162494        | 2000 QA8   | 25 ago 2000 | Višnjan Observatory | K. Korlević, M. Jurić  | —         | MPC                           |
| 162495        | 2000 QV17  | 24 ago 2000 | Socorro             | LINEAR                 | —         | MPC                           |
| 162496        | 2000 QH26  | 26 ago 2000 | Ondřejov            | P. Pravec, P. Kušnirák | —         | MPC                           |
| 162497        | 2000 QW26  | 24 ago 2000 | Socorro             | LINEAR                 | —         | MPC                           |
| 162498        | 2000 QH32  | 26 ago 2000 | Socorro             | LINEAR                 | —         | MPC                           |
| 162499        | 2000 QZ33  | 26 ago 2000 | Višnjan Observatory | K. Korlević, M. Jurić  | —         | MPC                           |
| 162500        | 2000 QE38  | 24 ago 2000 | Socorro             | LINEAR                 | —         | MPC                           |

## 162501–162600
| Designação | Designação | Descoberta  | Descoberta        | Descobridor(es) | Categoria | Mais informações / Referência |
| Permanente | Provisória | Data        | Local             | Descobridor(es) | Categoria | Mais informações / Referência |
| ---------- | ---------- | ----------- | ----------------- | --------------- | --------- | ----------------------------- |
| 162501     | 2000 QH38  | 24 ago 2000 | Socorro           | LINEAR          | —         | MPC                           |
| 162502     | 2000 QL38  | 24 ago 2000 | Socorro           | LINEAR          | —         | MPC                           |
| 162503     | 2000 QF41  | 24 ago 2000 | Socorro           | LINEAR          | —         | MPC                           |
| 162504     | 2000 QM43  | 24 ago 2000 | Socorro           | LINEAR          | —         | MPC                           |
| 162505     | 2000 QP48  | 24 ago 2000 | Socorro           | LINEAR          | —         | MPC                           |
| 162506     | 2000 QC49  | 24 ago 2000 | Socorro           | LINEAR          | —         | MPC                           |
| 162507     | 2000 QE60  | 26 ago 2000 | Socorro           | LINEAR          | —         | MPC                           |
| 162508     | 2000 QA65  | 28 ago 2000 | Socorro           | LINEAR          | —         | MPC                           |
| 162509     | 2000 QV66  | 28 ago 2000 | Socorro           | LINEAR          | —         | MPC                           |
| 162510     | 2000 QW69  | 28 ago 2000 | Socorro           | LINEAR          | —         | MPC                           |
| 162511     | 2000 QP73  | 24 ago 2000 | Socorro           | LINEAR          | —         | MPC                           |
| 162512     | 2000 QT80  | 24 ago 2000 | Socorro           | LINEAR          | —         | MPC                           |
| 162513     | 2000 QQ86  | 25 ago 2000 | Socorro           | LINEAR          | —         | MPC                           |
| 162514     | 2000 QR97  | 28 ago 2000 | Socorro           | LINEAR          | —         | MPC                           |
| 162515     | 2000 QK99  | 28 ago 2000 | Socorro           | LINEAR          | —         | MPC                           |
| 162516     | 2000 QX106 | 29 ago 2000 | Socorro           | LINEAR          | —         | MPC                           |
| 162517     | 2000 QA107 | 29 ago 2000 | Socorro           | LINEAR          | Brangane  | MPC                           |
| 162518     | 2000 QR108 | 29 ago 2000 | Socorro           | LINEAR          | —         | MPC                           |
| 162519     | 2000 QX113 | 24 ago 2000 | Socorro           | LINEAR          | —         | MPC                           |
| 162520     | 2000 QR119 | 25 ago 2000 | Socorro           | LINEAR          | —         | MPC                           |
| 162521     | 2000 QA121 | 25 ago 2000 | Socorro           | LINEAR          | —         | MPC                           |
| 162522     | 2000 QR122 | 25 ago 2000 | Socorro           | LINEAR          | —         | MPC                           |
| 162523     | 2000 QQ125 | 31 ago 2000 | Socorro           | LINEAR          | —         | MPC                           |
| 162524     | 2000 QT125 | 31 ago 2000 | Socorro           | LINEAR          | —         | MPC                           |
| 162525     | 2000 QK127 | 24 ago 2000 | Socorro           | LINEAR          | —         | MPC                           |
| 162526     | 2000 QV131 | 25 ago 2000 | Socorro           | LINEAR          | —         | MPC                           |
| 162527     | 2000 QO134 | 26 ago 2000 | Socorro           | LINEAR          | —         | MPC                           |
| 162528     | 2000 QT134 | 26 ago 2000 | Socorro           | LINEAR          | —         | MPC                           |
| 162529     | 2000 QE141 | 31 ago 2000 | Socorro           | LINEAR          | —         | MPC                           |
| 162530     | 2000 QV141 | 31 ago 2000 | Socorro           | LINEAR          | —         | MPC                           |
| 162531     | 2000 QW142 | 31 ago 2000 | Socorro           | LINEAR          | —         | MPC                           |
| 162532     | 2000 QC146 | 31 ago 2000 | Socorro           | LINEAR          | —         | MPC                           |
| 162533     | 2000 QW146 | 31 ago 2000 | Socorro           | LINEAR          | —         | MPC                           |
| 162534     | 2000 QR157 | 31 ago 2000 | Socorro           | LINEAR          | —         | MPC                           |
| 162535     | 2000 QN158 | 31 ago 2000 | Socorro           | LINEAR          | —         | MPC                           |
| 162536     | 2000 QB161 | 31 ago 2000 | Socorro           | LINEAR          | —         | MPC                           |
| 162537     | 2000 QP164 | 31 ago 2000 | Socorro           | LINEAR          | —         | MPC                           |
| 162538     | 2000 QQ164 | 31 ago 2000 | Socorro           | LINEAR          | —         | MPC                           |
| 162539     | 2000 QA166 | 31 ago 2000 | Socorro           | LINEAR          | —         | MPC                           |
| 162540     | 2000 QZ167 | 31 ago 2000 | Socorro           | LINEAR          | —         | MPC                           |
| 162541     | 2000 QY170 | 31 ago 2000 | Socorro           | LINEAR          | —         | MPC                           |
| 162542     | 2000 QX174 | 31 ago 2000 | Socorro           | LINEAR          | —         | MPC                           |
| 162543     | 2000 QC177 | 31 ago 2000 | Socorro           | LINEAR          | —         | MPC                           |
| 162544     | 2000 QF187 | 26 ago 2000 | Socorro           | LINEAR          | —         | MPC                           |
| 162545     | 2000 QR205 | 31 ago 2000 | Socorro           | LINEAR          | —         | MPC                           |
| 162546     | 2000 QM207 | 31 ago 2000 | Socorro           | LINEAR          | —         | MPC                           |
| 162547     | 2000 QR208 | 31 ago 2000 | Socorro           | LINEAR          | —         | MPC                           |
| 162548     | 2000 QH212 | 31 ago 2000 | Socorro           | LINEAR          | —         | MPC                           |
| 162549     | 2000 QT213 | 31 ago 2000 | Socorro           | LINEAR          | —         | MPC                           |
| 162550     | 2000 QF217 | 31 ago 2000 | Socorro           | LINEAR          | —         | MPC                           |
| 162551     | 2000 QS226 | 31 ago 2000 | Socorro           | LINEAR          | —         | MPC                           |
| 162552     | 2000 QC251 | 21 ago 2000 | Anderson Mesa     | LONEOS          | —         | MPC                           |
| 162553     | 2000 RH12  | 3 set 2000  | Socorro           | LINEAR          | —         | MPC                           |
| 162554     | 2000 RK13  | 1 set 2000  | Socorro           | LINEAR          | —         | MPC                           |
| 162555     | 2000 RZ14  | 1 set 2000  | Socorro           | LINEAR          | —         | MPC                           |
| 162556     | 2000 RW16  | 1 set 2000  | Socorro           | LINEAR          | —         | MPC                           |
| 162557     | 2000 RP20  | 1 set 2000  | Socorro           | LINEAR          | —         | MPC                           |
| 162558     | 2000 RF21  | 1 set 2000  | Socorro           | LINEAR          | —         | MPC                           |
| 162559     | 2000 RY21  | 1 set 2000  | Socorro           | LINEAR          | —         | MPC                           |
| 162560     | 2000 RJ23  | 1 set 2000  | Socorro           | LINEAR          | —         | MPC                           |
| 162561     | 2000 RT24  | 1 set 2000  | Socorro           | LINEAR          | —         | MPC                           |
| 162562     | 2000 RA27  | 1 set 2000  | Socorro           | LINEAR          | —         | MPC                           |
| 162563     | 2000 RU27  | 1 set 2000  | Socorro           | LINEAR          | —         | MPC                           |
| 162564     | 2000 RO31  | 1 set 2000  | Socorro           | LINEAR          | —         | MPC                           |
| 162565     | 2000 RU31  | 1 set 2000  | Socorro           | LINEAR          | —         | MPC                           |
| 162566     | 2000 RJ34  | 1 set 2000  | Socorro           | LINEAR          | —         | MPC                           |
| 162567     | 2000 RW37  | 3 set 2000  | Socorro           | LINEAR          | —         | MPC                           |
| 162568     | 2000 RF38  | 5 set 2000  | Kvistaberg        | UDAS            | —         | MPC                           |
| 162569     | 2000 RT41  | 3 set 2000  | Socorro           | LINEAR          | —         | MPC                           |
| 162570     | 2000 RA45  | 3 set 2000  | Socorro           | LINEAR          | —         | MPC                           |
| 162571     | 2000 RE59  | 7 set 2000  | Kitt Peak         | Spacewatch      | —         | MPC                           |
| 162572     | 2000 RT60  | 6 set 2000  | Socorro           | LINEAR          | —         | MPC                           |
| 162573     | 2000 RT63  | 3 set 2000  | Socorro           | LINEAR          | —         | MPC                           |
| 162574     | 2000 RT65  | 1 set 2000  | Socorro           | LINEAR          | —         | MPC                           |
| 162575     | 2000 RY77  | 2 set 2000  | Anderson Mesa     | LONEOS          | —         | MPC                           |
| 162576     | 2000 RR87  | 2 set 2000  | Anderson Mesa     | LONEOS          | —         | MPC                           |
| 162577     | 2000 RR90  | 3 set 2000  | Socorro           | LINEAR          | —         | MPC                           |
| 162578     | 2000 RJ92  | 3 set 2000  | Socorro           | LINEAR          | —         | MPC                           |
| 162579     | 2000 SE5   | 20 set 2000 | Socorro           | LINEAR          | —         | MPC                           |
| 162580     | 2000 SU6   | 21 set 2000 | Socorro           | LINEAR          | —         | MPC                           |
| 162581     | 2000 SA10  | 23 set 2000 | Socorro           | LINEAR          | —         | MPC                           |
| 162582     | 2000 SH12  | 20 set 2000 | Socorro           | LINEAR          | —         | MPC                           |
| 162583     | 2000 SD14  | 23 set 2000 | Socorro           | LINEAR          | —         | MPC                           |
| 162584     | 2000 SS29  | 24 set 2000 | Socorro           | LINEAR          | —         | MPC                           |
| 162585     | 2000 SN30  | 24 set 2000 | Socorro           | LINEAR          | —         | MPC                           |
| 162586     | 2000 SE31  | 24 set 2000 | Socorro           | LINEAR          | —         | MPC                           |
| 162587     | 2000 SE34  | 24 set 2000 | Socorro           | LINEAR          | —         | MPC                           |
| 162588     | 2000 ST34  | 24 set 2000 | Socorro           | LINEAR          | —         | MPC                           |
| 162589     | 2000 SH35  | 24 set 2000 | Socorro           | LINEAR          | —         | MPC                           |
| 162590     | 2000 SY38  | 24 set 2000 | Socorro           | LINEAR          | —         | MPC                           |
| 162591     | 2000 SF40  | 24 set 2000 | Socorro           | LINEAR          | —         | MPC                           |
| 162592     | 2000 SO43  | 24 set 2000 | Bergisch Gladbach | W. Bickel       | —         | MPC                           |
| 162593     | 2000 SY47  | 23 set 2000 | Socorro           | LINEAR          | —         | MPC                           |
| 162594     | 2000 SE61  | 24 set 2000 | Socorro           | LINEAR          | —         | MPC                           |
| 162595     | 2000 SX62  | 24 set 2000 | Socorro           | LINEAR          | —         | MPC                           |
| 162596     | 2000 SG64  | 24 set 2000 | Socorro           | LINEAR          | —         | MPC                           |
| 162597     | 2000 SJ66  | 24 set 2000 | Socorro           | LINEAR          | —         | MPC                           |
| 162598     | 2000 SP67  | 24 set 2000 | Socorro           | LINEAR          | —         | MPC                           |
| 162599     | 2000 SR68  | 24 set 2000 | Socorro           | LINEAR          | —         | MPC                           |
| 162600     | 2000 SV71  | 24 set 2000 | Socorro           | LINEAR          | —         | MPC                           |

## 162601–162700
| Designação | Designação | Descoberta  | Descoberta    | Descobridor(es)        | Categoria | Mais informações / Referência |
| Permanente | Provisória | Data        | Local         | Descobridor(es)        | Categoria | Mais informações / Referência |
| ---------- | ---------- | ----------- | ------------- | ---------------------- | --------- | ----------------------------- |
| 162601     | 2000 SB72  | 24 set 2000 | Socorro       | LINEAR                 | —         | MPC                           |
| 162602     | 2000 SD73  | 24 set 2000 | Socorro       | LINEAR                 | —         | MPC                           |
| 162603     | 2000 SJ74  | 24 set 2000 | Socorro       | LINEAR                 | —         | MPC                           |
| 162604     | 2000 SM74  | 24 set 2000 | Socorro       | LINEAR                 | —         | MPC                           |
| 162605     | 2000 ST74  | 24 set 2000 | Socorro       | LINEAR                 | —         | MPC                           |
| 162606     | 2000 SR77  | 24 set 2000 | Socorro       | LINEAR                 | —         | MPC                           |
| 162607     | 2000 SV80  | 24 set 2000 | Socorro       | LINEAR                 | —         | MPC                           |
| 162608     | 2000 SD90  | 22 set 2000 | Socorro       | LINEAR                 | —         | MPC                           |
| 162609     | 2000 SH93  | 23 set 2000 | Socorro       | LINEAR                 | —         | MPC                           |
| 162610     | 2000 SF98  | 23 set 2000 | Socorro       | LINEAR                 | —         | MPC                           |
| 162611     | 2000 SN99  | 23 set 2000 | Socorro       | LINEAR                 | —         | MPC                           |
| 162612     | 2000 SX99  | 23 set 2000 | Socorro       | LINEAR                 | —         | MPC                           |
| 162613     | 2000 SE102 | 24 set 2000 | Socorro       | LINEAR                 | —         | MPC                           |
| 162614     | 2000 SJ103 | 24 set 2000 | Socorro       | LINEAR                 | —         | MPC                           |
| 162615     | 2000 SO103 | 24 set 2000 | Socorro       | LINEAR                 | —         | MPC                           |
| 162616     | 2000 SU104 | 24 set 2000 | Socorro       | LINEAR                 | —         | MPC                           |
| 162617     | 2000 SP107 | 24 set 2000 | Socorro       | LINEAR                 | —         | MPC                           |
| 162618     | 2000 SA111 | 24 set 2000 | Socorro       | LINEAR                 | —         | MPC                           |
| 162619     | 2000 SK114 | 24 set 2000 | Socorro       | LINEAR                 | —         | MPC                           |
| 162620     | 2000 SP114 | 24 set 2000 | Socorro       | LINEAR                 | —         | MPC                           |
| 162621     | 2000 SD118 | 24 set 2000 | Socorro       | LINEAR                 | —         | MPC                           |
| 162622     | 2000 SZ118 | 24 set 2000 | Socorro       | LINEAR                 | —         | MPC                           |
| 162623     | 2000 SH119 | 24 set 2000 | Socorro       | LINEAR                 | —         | MPC                           |
| 162624     | 2000 SP121 | 24 set 2000 | Socorro       | LINEAR                 | —         | MPC                           |
| 162625     | 2000 SR127 | 24 set 2000 | Socorro       | LINEAR                 | —         | MPC                           |
| 162626     | 2000 SH129 | 26 set 2000 | Socorro       | LINEAR                 | —         | MPC                           |
| 162627     | 2000 SR135 | 23 set 2000 | Socorro       | LINEAR                 | —         | MPC                           |
| 162628     | 2000 SO138 | 23 set 2000 | Socorro       | LINEAR                 | —         | MPC                           |
| 162629     | 2000 SU139 | 23 set 2000 | Socorro       | LINEAR                 | —         | MPC                           |
| 162630     | 2000 SC146 | 24 set 2000 | Socorro       | LINEAR                 | —         | MPC                           |
| 162631     | 2000 SN146 | 24 set 2000 | Socorro       | LINEAR                 | —         | MPC                           |
| 162632     | 2000 SA147 | 24 set 2000 | Socorro       | LINEAR                 | —         | MPC                           |
| 162633     | 2000 SQ151 | 24 set 2000 | Socorro       | LINEAR                 | —         | MPC                           |
| 162634     | 2000 SH158 | 27 set 2000 | Socorro       | LINEAR                 | —         | MPC                           |
| 162635     | 2000 SS164 | 27 set 2000 | Socorro       | LINEAR                 | —         | MPC                           |
| 162636     | 2000 SG169 | 23 set 2000 | Socorro       | LINEAR                 | —         | MPC                           |
| 162637     | 2000 SM173 | 28 set 2000 | Socorro       | LINEAR                 | —         | MPC                           |
| 162638     | 2000 ST175 | 28 set 2000 | Socorro       | LINEAR                 | —         | MPC                           |
| 162639     | 2000 SV176 | 28 set 2000 | Socorro       | LINEAR                 | —         | MPC                           |
| 162640     | 2000 SM178 | 28 set 2000 | Socorro       | LINEAR                 | —         | MPC                           |
| 162641     | 2000 SB179 | 28 set 2000 | Socorro       | LINEAR                 | —         | MPC                           |
| 162642     | 2000 SC191 | 24 set 2000 | Socorro       | LINEAR                 | —         | MPC                           |
| 162643     | 2000 SA198 | 24 set 2000 | Socorro       | LINEAR                 | —         | MPC                           |
| 162644     | 2000 SZ204 | 24 set 2000 | Socorro       | LINEAR                 | —         | MPC                           |
| 162645     | 2000 SV207 | 24 set 2000 | Socorro       | LINEAR                 | —         | MPC                           |
| 162646     | 2000 SJ208 | 24 set 2000 | Socorro       | LINEAR                 | —         | MPC                           |
| 162647     | 2000 SM216 | 26 set 2000 | Socorro       | LINEAR                 | —         | MPC                           |
| 162648     | 2000 ST218 | 26 set 2000 | Socorro       | LINEAR                 | —         | MPC                           |
| 162649     | 2000 SF220 | 26 set 2000 | Socorro       | LINEAR                 | —         | MPC                           |
| 162650     | 2000 SS222 | 27 set 2000 | Socorro       | LINEAR                 | —         | MPC                           |
| 162651     | 2000 SU228 | 28 set 2000 | Socorro       | LINEAR                 | —         | MPC                           |
| 162652     | 2000 SW229 | 28 set 2000 | Socorro       | LINEAR                 | —         | MPC                           |
| 162653     | 2000 SM230 | 28 set 2000 | Socorro       | LINEAR                 | Mitidika  | MPC                           |
| 162654     | 2000 SY232 | 27 set 2000 | Socorro       | LINEAR                 | —         | MPC                           |
| 162655     | 2000 SN235 | 24 set 2000 | Socorro       | LINEAR                 | —         | MPC                           |
| 162656     | 2000 SB242 | 24 set 2000 | Socorro       | LINEAR                 | —         | MPC                           |
| 162657     | 2000 SJ244 | 24 set 2000 | Socorro       | LINEAR                 | —         | MPC                           |
| 162658     | 2000 SK244 | 24 set 2000 | Socorro       | LINEAR                 | —         | MPC                           |
| 162659     | 2000 SJ247 | 24 set 2000 | Socorro       | LINEAR                 | —         | MPC                           |
| 162660     | 2000 SJ248 | 24 set 2000 | Socorro       | LINEAR                 | —         | MPC                           |
| 162661     | 2000 SG253 | 24 set 2000 | Socorro       | LINEAR                 | —         | MPC                           |
| 162662     | 2000 SF257 | 24 set 2000 | Socorro       | LINEAR                 | —         | MPC                           |
| 162663     | 2000 SS257 | 24 set 2000 | Socorro       | LINEAR                 | —         | MPC                           |
| 162664     | 2000 SE258 | 24 set 2000 | Socorro       | LINEAR                 | —         | MPC                           |
| 162665     | 2000 SZ259 | 24 set 2000 | Socorro       | LINEAR                 | —         | MPC                           |
| 162666     | 2000 SS263 | 26 set 2000 | Socorro       | LINEAR                 | —         | MPC                           |
| 162667     | 2000 SN267 | 27 set 2000 | Socorro       | LINEAR                 | —         | MPC                           |
| 162668     | 2000 SM268 | 27 set 2000 | Socorro       | LINEAR                 | —         | MPC                           |
| 162669     | 2000 SS277 | 30 set 2000 | Socorro       | LINEAR                 | —         | MPC                           |
| 162670     | 2000 SQ280 | 30 set 2000 | Socorro       | LINEAR                 | —         | MPC                           |
| 162671     | 2000 SV287 | 26 set 2000 | Socorro       | LINEAR                 | —         | MPC                           |
| 162672     | 2000 SR299 | 28 set 2000 | Socorro       | LINEAR                 | —         | MPC                           |
| 162673     | 2000 SF304 | 30 set 2000 | Socorro       | LINEAR                 | —         | MPC                           |
| 162674     | 2000 SF305 | 30 set 2000 | Socorro       | LINEAR                 | —         | MPC                           |
| 162675     | 2000 SW327 | 30 set 2000 | Socorro       | LINEAR                 | —         | MPC                           |
| 162676     | 2000 SO368 | 24 set 2000 | Anderson Mesa | LONEOS                 | —         | MPC                           |
| 162677     | 2000 SA372 | 24 set 2000 | Socorro       | LINEAR                 | —         | MPC                           |
| 162678     | 2000 SE372 | 30 set 2000 | Socorro       | LINEAR                 | —         | MPC                           |
| 162679     | 2000 TK1   | 1 out 2000  | Socorro       | LINEAR                 | —         | MPC                           |
| 162680     | 2000 TY12  | 1 out 2000  | Socorro       | LINEAR                 | —         | MPC                           |
| 162681     | 2000 TU13  | 1 out 2000  | Socorro       | LINEAR                 | —         | MPC                           |
| 162682     | 2000 TL15  | 1 out 2000  | Socorro       | LINEAR                 | —         | MPC                           |
| 162683     | 2000 TP39  | 1 out 2000  | Socorro       | LINEAR                 | —         | MPC                           |
| 162684     | 2000 TC51  | 1 out 2000  | Socorro       | LINEAR                 | —         | MPC                           |
| 162685     | 2000 TK59  | 2 out 2000  | Anderson Mesa | LONEOS                 | —         | MPC                           |
| 162686     | 2000 TO65  | 1 out 2000  | Socorro       | LINEAR                 | —         | MPC                           |
| 162687     | 2000 UH1   | 18 out 2000 | Socorro       | LINEAR                 | —         | MPC                           |
| 162688     | 2000 UJ4   | 24 out 2000 | Socorro       | LINEAR                 | —         | MPC                           |
| 162689     | 2000 UN4   | 24 out 2000 | Socorro       | LINEAR                 | —         | MPC                           |
| 162690     | 2000 UK5   | 24 out 2000 | Socorro       | LINEAR                 | —         | MPC                           |
| 162691     | 2000 UN6   | 24 out 2000 | Socorro       | LINEAR                 | —         | MPC                           |
| 162692     | 2000 UJ8   | 24 out 2000 | Socorro       | LINEAR                 | —         | MPC                           |
| 162693     | 2000 UN10  | 24 out 2000 | Socorro       | LINEAR                 | —         | MPC                           |
| 162694     | 2000 UH11  | 25 out 2000 | Socorro       | LINEAR                 | —         | MPC                           |
| 162695     | 2000 UL11  | 25 out 2000 | Socorro       | LINEAR                 | —         | MPC                           |
| 162696     | 2000 UK12  | 24 out 2000 | Socorro       | LINEAR                 | Mitidika  | MPC                           |
| 162697     | 2000 UO18  | 25 out 2000 | Socorro       | LINEAR                 | —         | MPC                           |
| 162698     | 2000 UN30  | 29 out 2000 | Socorro       | LINEAR                 | —         | MPC                           |
| 162699     | 2000 US30  | 29 out 2000 | Ondřejov      | P. Kušnirák, P. Pravec | —         | MPC                           |
| 162700     | 2000 UZ38  | 24 out 2000 | Socorro       | LINEAR                 | —         | MPC                           |

## 162701–162800
| Designação       | Designação | Descoberta  | Descoberta    | Descobridor(es) | Categoria | Mais informações / Referência |
| Permanente       | Provisória | Data        | Local         | Descobridor(es) | Categoria | Mais informações / Referência |
| ---------------- | ---------- | ----------- | ------------- | --------------- | --------- | ----------------------------- |
| 162701           | 2000 UL42  | 24 out 2000 | Socorro       | LINEAR          | Mitidika  | MPC                           |
| 162702           | 2000 UT43  | 24 out 2000 | Socorro       | LINEAR          | —         | MPC                           |
| 162703           | 2000 UW51  | 24 out 2000 | Socorro       | LINEAR          | —         | MPC                           |
| 162704           | 2000 UR63  | 25 out 2000 | Socorro       | LINEAR          | —         | MPC                           |
| 162705           | 2000 UB66  | 25 out 2000 | Socorro       | LINEAR          | Juno      | MPC                           |
| 162706           | 2000 UY68  | 25 out 2000 | Socorro       | LINEAR          | —         | MPC                           |
| 162707           | 2000 UW69  | 25 out 2000 | Socorro       | LINEAR          | —         | MPC                           |
| 162708           | 2000 UR70  | 25 out 2000 | Socorro       | LINEAR          | —         | MPC                           |
| 162709           | 2000 UE71  | 25 out 2000 | Socorro       | LINEAR          | —         | MPC                           |
| 162710           | 2000 UU72  | 25 out 2000 | Socorro       | LINEAR          | —         | MPC                           |
| 162711           | 2000 UA78  | 24 out 2000 | Socorro       | LINEAR          | —         | MPC                           |
| 162712           | 2000 UY85  | 31 out 2000 | Socorro       | LINEAR          | —         | MPC                           |
| 162713           | 2000 UY95  | 25 out 2000 | Socorro       | LINEAR          | —         | MPC                           |
| 162714           | 2000 UN96  | 25 out 2000 | Socorro       | LINEAR          | —         | MPC                           |
| 162715           | 2000 UN99  | 25 out 2000 | Socorro       | LINEAR          | —         | MPC                           |
| 162716           | 2000 UT100 | 25 out 2000 | Socorro       | LINEAR          | —         | MPC                           |
| 162717           | 2000 UH102 | 25 out 2000 | Socorro       | LINEAR          | —         | MPC                           |
| 162718           | 2000 UW103 | 25 out 2000 | Socorro       | LINEAR          | —         | MPC                           |
| 162719           | 2000 UY103 | 25 out 2000 | Socorro       | LINEAR          | —         | MPC                           |
| 162720           | 2000 UR110 | 31 out 2000 | Socorro       | LINEAR          | —         | MPC                           |
| 162721           | 2000 UC114 | 24 out 2000 | Socorro       | LINEAR          | —         | MPC                           |
| 162722           | 2000 VD    | 1 nov 2000  | High Point    | D. K. Chesney   | —         | MPC                           |
| 162723           | 2000 VM2   | 1 nov 2000  | Socorro       | LINEAR          | —         | MPC                           |
| 162724           | 2000 VW2   | 1 nov 2000  | Desert Beaver | W. K. Y. Yeung  | —         | MPC                           |
| 162725           | 2000 VT11  | 1 nov 2000  | Socorro       | LINEAR          | —         | MPC                           |
| 162726           | 2000 VR12  | 1 nov 2000  | Socorro       | LINEAR          | —         | MPC                           |
| 162727           | 2000 VO14  | 1 nov 2000  | Socorro       | LINEAR          | —         | MPC                           |
| 162728           | 2000 VY14  | 1 nov 2000  | Socorro       | LINEAR          | —         | MPC                           |
| 162729           | 2000 VU16  | 1 nov 2000  | Socorro       | LINEAR          | —         | MPC                           |
| 162730           | 2000 VO17  | 1 nov 2000  | Socorro       | LINEAR          | —         | MPC                           |
| 162731           | 2000 VG22  | 1 nov 2000  | Socorro       | LINEAR          | —         | MPC                           |
| 162732           | 2000 VK23  | 1 nov 2000  | Socorro       | LINEAR          | —         | MPC                           |
| 162733           | 2000 VH34  | 1 nov 2000  | Socorro       | LINEAR          | —         | MPC                           |
| 162734           | 2000 VH48  | 2 nov 2000  | Socorro       | LINEAR          | —         | MPC                           |
| 162735           | 2000 VL48  | 2 nov 2000  | Socorro       | LINEAR          | —         | MPC                           |
| 162736           | 2000 VD52  | 3 nov 2000  | Socorro       | LINEAR          | —         | MPC                           |
| 162737           | 2000 VP53  | 3 nov 2000  | Socorro       | LINEAR          | —         | MPC                           |
| 162738           | 2000 VG55  | 3 nov 2000  | Socorro       | LINEAR          | —         | MPC                           |
| 162739           | 2000 WS    | 16 nov 2000 | Socorro       | LINEAR          | —         | MPC                           |
| 162740           | 2000 WF6   | 16 nov 2000 | Socorro       | LINEAR          | —         | MPC                           |
| 162741           | 2000 WG6   | 18 nov 2000 | Socorro       | LINEAR          | —         | MPC                           |
| 162742           | 2000 WV14  | 20 nov 2000 | Socorro       | LINEAR          | —         | MPC                           |
| 162743           | 2000 WN15  | 20 nov 2000 | Socorro       | LINEAR          | —         | MPC                           |
| 162744           | 2000 WA18  | 21 nov 2000 | Socorro       | LINEAR          | —         | MPC                           |
| 162745           | 2000 WT18  | 21 nov 2000 | Socorro       | LINEAR          | —         | MPC                           |
| 162746           | 2000 WJ24  | 20 nov 2000 | Socorro       | LINEAR          | —         | MPC                           |
| 162747           | 2000 WH28  | 23 nov 2000 | Haleakalā     | NEAT            | —         | MPC                           |
| 162748           | 2000 WG30  | 20 nov 2000 | Socorro       | LINEAR          | —         | MPC                           |
| 162749           | 2000 WF42  | 21 nov 2000 | Socorro       | LINEAR          | —         | MPC                           |
| 162750           | 2000 WY42  | 21 nov 2000 | Socorro       | LINEAR          | —         | MPC                           |
| 162751           | 2000 WZ46  | 21 nov 2000 | Socorro       | LINEAR          | —         | MPC                           |
| 162752           | 2000 WF48  | 21 nov 2000 | Socorro       | LINEAR          | —         | MPC                           |
| 162753           | 2000 WO55  | 20 nov 2000 | Socorro       | LINEAR          | —         | MPC                           |
| 162754           | 2000 WP56  | 21 nov 2000 | Socorro       | LINEAR          | —         | MPC                           |
| 162755 Spacesora | 2000 WA68  | 28 nov 2000 | Kuma Kogen    | A. Nakamura     | —         | MPC                           |
| 162756           | 2000 WT82  | 20 nov 2000 | Socorro       | LINEAR          | —         | MPC                           |
| 162757           | 2000 WP87  | 20 nov 2000 | Socorro       | LINEAR          | —         | MPC                           |
| 162758           | 2000 WA96  | 21 nov 2000 | Socorro       | LINEAR          | —         | MPC                           |
| 162759           | 2000 WV101 | 26 nov 2000 | Socorro       | LINEAR          | —         | MPC                           |
| 162760           | 2000 WZ108 | 20 nov 2000 | Socorro       | LINEAR          | —         | MPC                           |
| 162761           | 2000 WG110 | 20 nov 2000 | Socorro       | LINEAR          | —         | MPC                           |
| 162762           | 2000 WN115 | 20 nov 2000 | Socorro       | LINEAR          | —         | MPC                           |
| 162763           | 2000 WY115 | 20 nov 2000 | Socorro       | LINEAR          | —         | MPC                           |
| 162764           | 2000 WJ117 | 20 nov 2000 | Socorro       | LINEAR          | —         | MPC                           |
| 162765           | 2000 WO120 | 20 nov 2000 | Socorro       | LINEAR          | —         | MPC                           |
| 162766           | 2000 WU127 | 17 nov 2000 | Kitt Peak     | Spacewatch      | —         | MPC                           |
| 162767           | 2000 WD135 | 19 nov 2000 | Socorro       | LINEAR          | —         | MPC                           |
| 162768           | 2000 WC138 | 21 nov 2000 | Socorro       | LINEAR          | Mitidika  | MPC                           |
| 162769           | 2000 WJ155 | 30 nov 2000 | Socorro       | LINEAR          | —         | MPC                           |
| 162770           | 2000 WS156 | 30 nov 2000 | Socorro       | LINEAR          | —         | MPC                           |
| 162771           | 2000 WP169 | 26 nov 2000 | Socorro       | LINEAR          | —         | MPC                           |
| 162772           | 2000 WX175 | 26 nov 2000 | Anderson Mesa | LONEOS          | —         | MPC                           |
| 162773           | 2000 WJ191 | 19 nov 2000 | Anderson Mesa | LONEOS          | —         | MPC                           |
| 162774           | 2000 XV1   | 3 dez 2000  | Kitt Peak     | Spacewatch      | —         | MPC                           |
| 162775           | 2000 XG6   | 1 dez 2000  | Socorro       | LINEAR          | —         | MPC                           |
| 162776           | 2000 XO11  | 4 dez 2000  | Socorro       | LINEAR          | —         | MPC                           |
| 162777           | 2000 XV23  | 4 dez 2000  | Socorro       | LINEAR          | Juno      | MPC                           |
| 162778           | 2000 XJ26  | 4 dez 2000  | Socorro       | LINEAR          | —         | MPC                           |
| 162779           | 2000 XE30  | 4 dez 2000  | Socorro       | LINEAR          | —         | MPC                           |
| 162780           | 2000 XJ38  | 5 dez 2000  | Socorro       | LINEAR          | —         | MPC                           |
| 162781           | 2000 XL44  | 6 dez 2000  | Socorro       | LINEAR          | —         | MPC                           |
| 162782           | 2000 XS47  | 4 dez 2000  | Socorro       | LINEAR          | —         | MPC                           |
| 162783           | 2000 YJ11  | 19 dez 2000 | Socorro       | LINEAR          | —         | MPC                           |
| 162784           | 2000 YQ15  | 22 dez 2000 | Anderson Mesa | LONEOS          | —         | MPC                           |
| 162785           | 2000 YA17  | 22 dez 2000 | Socorro       | LINEAR          | —         | MPC                           |
| 162786           | 2000 YT21  | 24 dez 2000 | Anderson Mesa | LONEOS          | —         | MPC                           |
| 162787           | 2000 YB22  | 29 dez 2000 | Desert Beaver | W. K. Y. Yeung  | —         | MPC                           |
| 162788           | 2000 YR31  | 31 dez 2000 | Kitt Peak     | Spacewatch      | —         | MPC                           |
| 162789           | 2000 YF33  | 30 dez 2000 | Socorro       | LINEAR          | —         | MPC                           |
| 162790           | 2000 YJ35  | 30 dez 2000 | Socorro       | LINEAR          | —         | MPC                           |
| 162791           | 2000 YC42  | 30 dez 2000 | Socorro       | LINEAR          | —         | MPC                           |
| 162792           | 2000 YX43  | 30 dez 2000 | Socorro       | LINEAR          | —         | MPC                           |
| 162793           | 2000 YY43  | 30 dez 2000 | Socorro       | LINEAR          | —         | MPC                           |
| 162794           | 2000 YC48  | 30 dez 2000 | Socorro       | LINEAR          | Mitidika  | MPC                           |
| 162795           | 2000 YF52  | 30 dez 2000 | Socorro       | LINEAR          | —         | MPC                           |
| 162796           | 2000 YA69  | 30 dez 2000 | Socorro       | LINEAR          | —         | MPC                           |
| 162797           | 2000 YR74  | 30 dez 2000 | Socorro       | LINEAR          | —         | MPC                           |
| 162798           | 2000 YV79  | 30 dez 2000 | Socorro       | LINEAR          | —         | MPC                           |
| 162799           | 2000 YH80  | 30 dez 2000 | Socorro       | LINEAR          | —         | MPC                           |
| 162800           | 2000 YT82  | 30 dez 2000 | Socorro       | LINEAR          | —         | MPC                           |

## 162801–162900
| Designação | Designação | Descoberta  | Descoberta          | Descobridor(es) | Categoria | Mais informações / Referência |
| Permanente | Provisória | Data        | Local               | Descobridor(es) | Categoria | Mais informações / Referência |
| ---------- | ---------- | ----------- | ------------------- | --------------- | --------- | ----------------------------- |
| 162801     | 2000 YV91  | 30 dez 2000 | Socorro             | LINEAR          | —         | MPC                           |
| 162802     | 2000 YK120 | 19 dez 2000 | Socorro             | LINEAR          | —         | MPC                           |
| 162803     | 2000 YG133 | 30 dez 2000 | Anderson Mesa       | LONEOS          | —         | MPC                           |
| 162804     | 2000 YV136 | 23 dez 2000 | Anderson Mesa       | LONEOS          | Phocaea   | MPC                           |
| 162805     | 2001 AR    | 2 jan 2001  | Oizumi              | T. Kobayashi    | Vesta     | MPC                           |
| 162806     | 2001 AY10  | 2 jan 2001  | Socorro             | LINEAR          | —         | MPC                           |
| 162807     | 2001 AN12  | 2 jan 2001  | Socorro             | LINEAR          | —         | MPC                           |
| 162808     | 2001 AS12  | 2 jan 2001  | Socorro             | LINEAR          | —         | MPC                           |
| 162809     | 2001 AW34  | 4 jan 2001  | Socorro             | LINEAR          | —         | MPC                           |
| 162810     | 2001 AA37  | 5 jan 2001  | Socorro             | LINEAR          | —         | MPC                           |
| 162811     | 2001 AG51  | 15 jan 2001 | Kitt Peak           | Spacewatch      | Vesta     | MPC                           |
| 162812     | 2001 AV51  | 15 jan 2001 | Kitt Peak           | Spacewatch      | —         | MPC                           |
| 162813     | 2001 BE9   | 19 jan 2001 | Socorro             | LINEAR          | —         | MPC                           |
| 162814     | 2001 BT19  | 19 jan 2001 | Socorro             | LINEAR          | —         | MPC                           |
| 162815     | 2001 BU22  | 20 jan 2001 | Socorro             | LINEAR          | Chloris   | MPC                           |
| 162816     | 2001 BL23  | 20 jan 2001 | Socorro             | LINEAR          | —         | MPC                           |
| 162817     | 2001 BX28  | 20 jan 2001 | Socorro             | LINEAR          | —         | MPC                           |
| 162818     | 2001 BF33  | 20 jan 2001 | Socorro             | LINEAR          | —         | MPC                           |
| 162819     | 2001 BD34  | 20 jan 2001 | Socorro             | LINEAR          | —         | MPC                           |
| 162820     | 2001 BK36  | 19 jan 2001 | Socorro             | LINEAR          | —         | MPC                           |
| 162821     | 2001 BV42  | 19 jan 2001 | Socorro             | LINEAR          | —         | MPC                           |
| 162822     | 2001 BD49  | 21 jan 2001 | Socorro             | LINEAR          | Vesta     | MPC                           |
| 162823     | 2001 BV58  | 21 jan 2001 | Socorro             | LINEAR          | —         | MPC                           |
| 162824     | 2001 BK60  | 29 jan 2001 | Oizumi              | T. Kobayashi    | Juno      | MPC                           |
| 162825     | 2001 BO61  | 26 jan 2001 | Socorro             | LINEAR          | —         | MPC                           |
| 162826     | 2001 BE64  | 29 jan 2001 | Socorro             | LINEAR          | —         | MPC                           |
| 162827     | 2001 BT76  | 26 jan 2001 | Kitt Peak           | Spacewatch      | —         | MPC                           |
| 162828     | 2001 CG    | 1 fev 2001  | Višnjan Observatory | K. Korlević     | —         | MPC                           |
| 162829     | 2001 CX1   | 1 fev 2001  | Socorro             | LINEAR          | —         | MPC                           |
| 162830     | 2001 CK2   | 1 fev 2001  | Socorro             | LINEAR          | —         | MPC                           |
| 162831     | 2001 CV4   | 1 fev 2001  | Socorro             | LINEAR          | —         | MPC                           |
| 162832     | 2001 CO6   | 1 fev 2001  | Socorro             | LINEAR          | Mitidika  | MPC                           |
| 162833     | 2001 CS15  | 1 fev 2001  | Socorro             | LINEAR          | —         | MPC                           |
| 162834     | 2001 CO17  | 1 fev 2001  | Socorro             | LINEAR          | —         | MPC                           |
| 162835     | 2001 CA19  | 2 fev 2001  | Socorro             | LINEAR          | —         | MPC                           |
| 162836     | 2001 CY22  | 1 fev 2001  | Anderson Mesa       | LONEOS          | —         | MPC                           |
| 162837     | 2001 CB30  | 2 fev 2001  | Anderson Mesa       | LONEOS          | —         | MPC                           |
| 162838     | 2001 CC36  | 15 fev 2001 | Oizumi              | T. Kobayashi    | —         | MPC                           |
| 162839     | 2001 CX36  | 13 fev 2001 | Kitt Peak           | Spacewatch      | Phocaea   | MPC                           |
| 162840     | 2001 DE3   | 16 fev 2001 | Socorro             | LINEAR          | Juno      | MPC                           |
| 162841     | 2001 DF4   | 16 fev 2001 | Socorro             | LINEAR          | —         | MPC                           |
| 162842     | 2001 DQ7   | 16 fev 2001 | Oizumi              | T. Kobayashi    | —         | MPC                           |
| 162843     | 2001 DN13  | 19 fev 2001 | Oizumi              | T. Kobayashi    | —         | MPC                           |
| 162844     | 2001 DV27  | 17 fev 2001 | Socorro             | LINEAR          | —         | MPC                           |
| 162845     | 2001 DZ27  | 17 fev 2001 | Socorro             | LINEAR          | —         | MPC                           |
| 162846     | 2001 DK28  | 17 fev 2001 | Socorro             | LINEAR          | —         | MPC                           |
| 162847     | 2001 DA31  | 17 fev 2001 | Socorro             | LINEAR          | —         | MPC                           |
| 162848     | 2001 DV31  | 17 fev 2001 | Socorro             | LINEAR          | —         | MPC                           |
| 162849     | 2001 DN32  | 17 fev 2001 | Socorro             | LINEAR          | —         | MPC                           |
| 162850     | 2001 DV34  | 19 fev 2001 | Socorro             | LINEAR          | —         | MPC                           |
| 162851     | 2001 DF39  | 19 fev 2001 | Socorro             | LINEAR          | Vesta     | MPC                           |
| 162852     | 2001 DJ43  | 19 fev 2001 | Socorro             | LINEAR          | —         | MPC                           |
| 162853     | 2001 DO43  | 19 fev 2001 | Socorro             | LINEAR          | —         | MPC                           |
| 162854     | 2001 DE47  | 19 fev 2001 | Socorro             | LINEAR          | —         | MPC                           |
| 162855     | 2001 DU50  | 16 fev 2001 | Socorro             | LINEAR          | —         | MPC                           |
| 162856     | 2001 DN53  | 20 fev 2001 | Socorro             | LINEAR          | —         | MPC                           |
| 162857     | 2001 DP70  | 19 fev 2001 | Socorro             | LINEAR          | —         | MPC                           |
| 162858     | 2001 DZ71  | 19 fev 2001 | Socorro             | LINEAR          | —         | MPC                           |
| 162859     | 2001 DW76  | 21 fev 2001 | Socorro             | LINEAR          | —         | MPC                           |
| 162860     | 2001 DF102 | 16 fev 2001 | Socorro             | LINEAR          | —         | MPC                           |
| 162861     | 2001 DY103 | 16 fev 2001 | Anderson Mesa       | LONEOS          | Vesta     | MPC                           |
| 162862     | 2001 DQ104 | 16 fev 2001 | Anderson Mesa       | LONEOS          | —         | MPC                           |
| 162863     | 2001 EX4   | 2 mar 2001  | Anderson Mesa       | LONEOS          | —         | MPC                           |
| 162864     | 2001 EZ4   | 2 mar 2001  | Anderson Mesa       | LONEOS          | —         | MPC                           |
| 162865     | 2001 EP8   | 2 mar 2001  | Anderson Mesa       | LONEOS          | —         | MPC                           |
| 162866     | 2001 EB13  | 4 mar 2001  | Socorro             | LINEAR          | Juno      | MPC                           |
| 162867     | 2001 EA19  | 14 mar 2001 | Kitt Peak           | Spacewatch      | —         | MPC                           |
| 162868     | 2001 ET19  | 15 mar 2001 | Kitt Peak           | Spacewatch      | —         | MPC                           |
| 162869     | 2001 EF20  | 15 mar 2001 | Anderson Mesa       | LONEOS          | —         | MPC                           |
| 162870     | 2001 EY23  | 15 mar 2001 | Haleakalā           | NEAT            | —         | MPC                           |
| 162871     | 2001 EO26  | 2 mar 2001  | Anderson Mesa       | LONEOS          | —         | MPC                           |
| 162872     | 2001 FP3   | 18 mar 2001 | Socorro             | LINEAR          | —         | MPC                           |
| 162873     | 2001 FB7   | 18 mar 2001 | Socorro             | LINEAR          | —         | MPC                           |
| 162874     | 2001 FV12  | 19 mar 2001 | Anderson Mesa       | LONEOS          | —         | MPC                           |
| 162875     | 2001 FD20  | 19 mar 2001 | Anderson Mesa       | LONEOS          | —         | MPC                           |
| 162876     | 2001 FC24  | 19 mar 2001 | Socorro             | LINEAR          | —         | MPC                           |
| 162877     | 2001 FB28  | 19 mar 2001 | Socorro             | LINEAR          | —         | MPC                           |
| 162878     | 2001 FU33  | 18 mar 2001 | Socorro             | LINEAR          | —         | MPC                           |
| 162879     | 2001 FM42  | 18 mar 2001 | Socorro             | LINEAR          | —         | MPC                           |
| 162880     | 2001 FS51  | 18 mar 2001 | Socorro             | LINEAR          | Phocaea   | MPC                           |
| 162881     | 2001 FT51  | 18 mar 2001 | Socorro             | LINEAR          | —         | MPC                           |
| 162882     | 2001 FD58  | 24 mar 2001 | Socorro             | LINEAR          | —         | MPC                           |
| 162883     | 2001 FM68  | 19 mar 2001 | Socorro             | LINEAR          | —         | MPC                           |
| 162884     | 2001 FR73  | 19 mar 2001 | Socorro             | LINEAR          | —         | MPC                           |
| 162885     | 2001 FW84  | 26 mar 2001 | Kitt Peak           | Spacewatch      | —         | MPC                           |
| 162886     | 2001 FT88  | 26 mar 2001 | Kitt Peak           | Spacewatch      | —         | MPC                           |
| 162887     | 2001 FD93  | 16 mar 2001 | Socorro             | LINEAR          | —         | MPC                           |
| 162888     | 2001 FJ106 | 18 mar 2001 | Anderson Mesa       | LONEOS          | Flora     | MPC                           |
| 162889     | 2001 FT116 | 19 mar 2001 | Socorro             | LINEAR          | —         | MPC                           |
| 162890     | 2001 FO138 | 21 mar 2001 | Haleakalā           | NEAT            | —         | MPC                           |
| 162891     | 2001 FS169 | 23 mar 2001 | Cima Ekar           | ADAS            | —         | MPC                           |
| 162892     | 2001 GW1   | 13 abr 2001 | Kitt Peak           | Spacewatch      | —         | MPC                           |
| 162893     | 2001 GK3   | 14 abr 2001 | Socorro             | LINEAR          | Juno      | MPC                           |
| 162894     | 2001 HD    | 16 abr 2001 | Kitt Peak           | Spacewatch      | —         | MPC                           |
| 162895     | 2001 HR4   | 16 abr 2001 | Socorro             | LINEAR          | —         | MPC                           |
| 162896     | 2001 HG11  | 18 abr 2001 | Socorro             | LINEAR          | —         | MPC                           |
| 162897     | 2001 HB15  | 23 abr 2001 | Kitt Peak           | Spacewatch      | —         | MPC                           |
| 162898     | 2001 HK22  | 24 abr 2001 | Haleakalā           | NEAT            | Juno      | MPC                           |
| 162899     | 2001 HB27  | 27 abr 2001 | Desert Beaver       | W. K. Y. Yeung  | —         | MPC                           |
| 162900     | 2001 HG31  | 24 abr 2001 | Haleakalā           | NEAT            | —         | MPC                           |

## 162901–163000
| Designação       | Designação | Descoberta  | Descoberta       | Descobridor(es) | Categoria | Mais informações / Referência |
| Permanente       | Provisória | Data        | Local            | Descobridor(es) | Categoria | Mais informações / Referência |
| ---------------- | ---------- | ----------- | ---------------- | --------------- | --------- | ----------------------------- |
| 162901           | 2001 HF46  | 17 abr 2001 | Anderson Mesa    | LONEOS          | —         | MPC                           |
| 162902           | 2001 HM62  | 26 abr 2001 | Anderson Mesa    | LONEOS          | —         | MPC                           |
| 162903           | 2001 JV2   | 15 mai 2001 | Socorro          | LINEAR          | —         | MPC                           |
| 162904           | 2001 JV10  | 15 mai 2001 | Kitt Peak        | Spacewatch      | —         | MPC                           |
| 162905           | 2001 KV5   | 17 mai 2001 | Socorro          | LINEAR          | —         | MPC                           |
| 162906           | 2001 KY10  | 18 mai 2001 | Socorro          | LINEAR          | —         | MPC                           |
| 162907           | 2001 KJ21  | 23 mai 2001 | Socorro          | LINEAR          | Juno      | MPC                           |
| 162908           | 2001 KD39  | 22 mai 2001 | Socorro          | LINEAR          | —         | MPC                           |
| 162909           | 2001 KQ41  | 24 mai 2001 | Prescott         | P. G. Comba     | —         | MPC                           |
| 162910           | 2001 KW52  | 18 mai 2001 | Anderson Mesa    | LONEOS          | —         | MPC                           |
| 162911           | 2001 LL5   | 6 jun 2001  | Palomar          | NEAT            | —         | MPC                           |
| 162912           | 2001 MD12  | 21 jun 2001 | Palomar          | NEAT            | —         | MPC                           |
| 162913           | 2001 MT18  | 28 jun 2001 | Anderson Mesa    | LONEOS          | —         | MPC                           |
| 162914           | 2001 NL7   | 13 jul 2001 | Palomar          | NEAT            | —         | MPC                           |
| 162915           | 2001 NF19  | 14 jul 2001 | Palomar          | NEAT            | Ursula    | MPC                           |
| 162916           | 2001 NJ20  | 13 jul 2001 | Palomar          | NEAT            | —         | MPC                           |
| 162917           | 2001 OW1   | 18 jul 2001 | Palomar          | NEAT            | —         | MPC                           |
| 162918           | 2001 OX5   | 17 jul 2001 | Anderson Mesa    | LONEOS          | —         | MPC                           |
| 162919           | 2001 OM6   | 17 jul 2001 | Anderson Mesa    | LONEOS          | —         | MPC                           |
| 162920           | 2001 OF9   | 20 jul 2001 | Anderson Mesa    | LONEOS          | —         | MPC                           |
| 162921           | 2001 OL11  | 17 jul 2001 | Palomar          | NEAT            | —         | MPC                           |
| 162922           | 2001 OY13  | 19 jul 2001 | Anderson Mesa    | LONEOS          | —         | MPC                           |
| 162923           | 2001 OH24  | 16 jul 2001 | Anderson Mesa    | LONEOS          | —         | MPC                           |
| 162924           | 2001 OS27  | 18 jul 2001 | Palomar          | NEAT            | —         | MPC                           |
| 162925           | 2001 OG33  | 19 jul 2001 | Palomar          | NEAT            | —         | MPC                           |
| 162926           | 2001 OB36  | 24 jul 2001 | Palomar          | NEAT            | —         | MPC                           |
| 162927           | 2001 OF49  | 17 jul 2001 | Anderson Mesa    | LONEOS          | —         | MPC                           |
| 162928           | 2001 ON76  | 22 jul 2001 | Palomar          | NEAT            | —         | MPC                           |
| 162929           | 2001 OO80  | 30 jul 2001 | Palomar          | NEAT            | —         | MPC                           |
| 162930           | 2001 OA82  | 26 jul 2001 | Haleakalā        | NEAT            | —         | MPC                           |
| 162931           | 2001 OP82  | 27 jul 2001 | Palomar          | NEAT            | —         | MPC                           |
| 162932           | 2001 OP84  | 18 jul 2001 | Kitt Peak        | Spacewatch      | —         | MPC                           |
| 162933           | 2001 OR88  | 21 jul 2001 | Haleakalā        | NEAT            | —         | MPC                           |
| 162934           | 2001 OD93  | 24 jul 2001 | Palomar          | NEAT            | —         | MPC                           |
| 162935           | 2001 OO98  | 26 jul 2001 | Palomar          | NEAT            | —         | MPC                           |
| 162936           | 2001 OD102 | 28 jul 2001 | Haleakalā        | NEAT            | —         | MPC                           |
| 162937 Prêtre    | 2001 PQ9   | 12 ago 2001 | Vicques          | M. Ory          | —         | MPC                           |
| 162938           | 2001 PC11  | 8 ago 2001  | Haleakalā        | NEAT            | Ursula    | MPC                           |
| 162939           | 2001 PA12  | 11 ago 2001 | Palomar          | NEAT            | —         | MPC                           |
| 162940           | 2001 PY20  | 10 ago 2001 | Haleakalā        | NEAT            | Brangane  | MPC                           |
| 162941           | 2001 PM25  | 11 ago 2001 | Haleakala        | NEAT            | —         | MPC                           |
| 162942           | 2001 PK43  | 13 ago 2001 | Haleakala        | NEAT            | —         | MPC                           |
| 162943           | 2001 QZ18  | 16 ago 2001 | Socorro          | LINEAR          | —         | MPC                           |
| 162944           | 2001 QH34  | 16 ago 2001 | Socorro          | LINEAR          | —         | MPC                           |
| 162945           | 2001 QO35  | 16 ago 2001 | Socorro          | LINEAR          | Ursula    | MPC                           |
| 162946           | 2001 QS38  | 16 ago 2001 | Socorro          | LINEAR          | —         | MPC                           |
| 162947           | 2001 QY38  | 16 ago 2001 | Socorro          | LINEAR          | —         | MPC                           |
| 162948           | 2001 QD43  | 16 ago 2001 | Socorro          | LINEAR          | —         | MPC                           |
| 162949           | 2001 QW44  | 16 ago 2001 | Socorro          | LINEAR          | —         | MPC                           |
| 162950           | 2001 QK47  | 16 ago 2001 | Socorro          | LINEAR          | —         | MPC                           |
| 162951           | 2001 QU55  | 16 ago 2001 | Socorro          | LINEAR          | —         | MPC                           |
| 162952           | 2001 QC62  | 16 ago 2001 | Socorro          | LINEAR          | Ursula    | MPC                           |
| 162953           | 2001 QY63  | 16 ago 2001 | Socorro          | LINEAR          | —         | MPC                           |
| 162954           | 2001 QB93  | 22 ago 2001 | Socorro          | LINEAR          | —         | MPC                           |
| 162955           | 2001 QA106 | 18 ago 2001 | Anderson Mesa    | LONEOS          | —         | MPC                           |
| 162956           | 2001 QF119 | 17 ago 2001 | Socorro          | LINEAR          | —         | MPC                           |
| 162957           | 2001 QU122 | 19 ago 2001 | Socorro          | LINEAR          | —         | MPC                           |
| 162958           | 2001 QL132 | 20 ago 2001 | Socorro          | LINEAR          | —         | MPC                           |
| 162959           | 2001 QW143 | 21 ago 2001 | Kitt Peak        | Spacewatch      | —         | MPC                           |
| 162960           | 2001 QX160 | 23 ago 2001 | Anderson Mesa    | LONEOS          | —         | MPC                           |
| 162961           | 2001 QC165 | 22 ago 2001 | Haleakalā        | NEAT            | —         | MPC                           |
| 162962           | 2001 QT171 | 25 ago 2001 | Socorro          | LINEAR          | Brangane  | MPC                           |
| 162963           | 2001 QZ172 | 25 ago 2001 | Socorro          | LINEAR          | —         | MPC                           |
| 162964           | 2001 QM206 | 23 ago 2001 | Anderson Mesa    | LONEOS          | —         | MPC                           |
| 162965           | 2001 QS207 | 23 ago 2001 | Anderson Mesa    | LONEOS          | Brangane  | MPC                           |
| 162966           | 2001 QR208 | 23 ago 2001 | Anderson Mesa    | LONEOS          | —         | MPC                           |
| 162967           | 2001 QK219 | 23 ago 2001 | Kitt Peak        | Spacewatch      | —         | MPC                           |
| 162968           | 2001 QT226 | 24 ago 2001 | Anderson Mesa    | LONEOS          | —         | MPC                           |
| 162969           | 2001 QT232 | 24 ago 2001 | Socorro          | LINEAR          | —         | MPC                           |
| 162970           | 2001 QK240 | 24 ago 2001 | Socorro          | LINEAR          | —         | MPC                           |
| 162971           | 2001 QU256 | 25 ago 2001 | Socorro          | LINEAR          | —         | MPC                           |
| 162972           | 2001 QL272 | 19 ago 2001 | Socorro          | LINEAR          | —         | MPC                           |
| 162973           | 2001 QV273 | 19 ago 2001 | Socorro          | LINEAR          | —         | MPC                           |
| 162974           | 2001 QC276 | 19 ago 2001 | Socorro          | LINEAR          | —         | MPC                           |
| 162975           | 2001 QS279 | 19 ago 2001 | Socorro          | LINEAR          | —         | MPC                           |
| 162976           | 2001 QJ288 | 17 ago 2001 | Palomar          | NEAT            | —         | MPC                           |
| 162977           | 2001 QY294 | 24 ago 2001 | Socorro          | LINEAR          | —         | MPC                           |
| 162978 Helenhart | 2001 QD333 | 19 ago 2001 | Cerro Tololo     | M. W. Buie      | —         | MPC                           |
| 162979           | 2001 RA12  | 10 set 2001 | Socorro          | LINEAR          | —         | MPC                           |
| 162980           | 2001 RR17  | 11 set 2001 | Socorro          | LINEAR          | —         | MPC                           |
| 162981           | 2001 RQ30  | 7 set 2001  | Socorro          | LINEAR          | —         | MPC                           |
| 162982           | 2001 RM50  | 10 set 2001 | Socorro          | LINEAR          | —         | MPC                           |
| 162983           | 2001 RP53  | 12 set 2001 | Socorro          | LINEAR          | —         | MPC                           |
| 162984           | 2001 RM104 | 12 set 2001 | Socorro          | LINEAR          | —         | MPC                           |
| 162985           | 2001 RH110 | 12 set 2001 | Socorro          | LINEAR          | Ursula    | MPC                           |
| 162986           | 2001 RC113 | 12 set 2001 | Socorro          | LINEAR          | —         | MPC                           |
| 162987           | 2001 RC125 | 12 set 2001 | Socorro          | LINEAR          | —         | MPC                           |
| 162988           | 2001 RN128 | 12 set 2001 | Socorro          | LINEAR          | Brangane  | MPC                           |
| 162989           | 2001 SJ35  | 16 set 2001 | Socorro          | LINEAR          | Ursula    | MPC                           |
| 162990           | 2001 SR54  | 16 set 2001 | Socorro          | LINEAR          | —         | MPC                           |
| 162991           | 2001 SY69  | 17 set 2001 | Socorro          | LINEAR          | —         | MPC                           |
| 162992           | 2001 SJ73  | 18 set 2001 | Goodricke-Pigott | R. A. Tucker    | —         | MPC                           |
| 162993           | 2001 SY88  | 20 set 2001 | Socorro          | LINEAR          | —         | MPC                           |
| 162994           | 2001 SN92  | 20 set 2001 | Socorro          | LINEAR          | —         | MPC                           |
| 162995           | 2001 SN95  | 20 set 2001 | Socorro          | LINEAR          | —         | MPC                           |
| 162996           | 2001 SQ98  | 20 set 2001 | Socorro          | LINEAR          | Ursula    | MPC                           |
| 162997           | 2001 SP111 | 20 set 2001 | Socorro          | LINEAR          | —         | MPC                           |
| 162998           | 2001 SK162 | 17 set 2001 | Socorro          | LINEAR          | —         | MPC                           |
| 162999           | 2001 SW167 | 19 set 2001 | Socorro          | LINEAR          | —         | MPC                           |
| 163000           | 2001 SW169 | 19 set 2001 | Socorro          | LINEAR          | —         | MPC                           |